# Liste der Kulturdenkmale in Mittelherwigsdorf

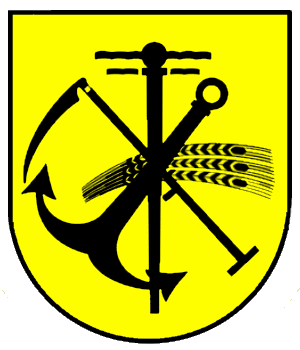
Wappen von Mittelherwigsdorf

In der Liste der Kulturdenkmale in Mittelherwigsdorf sind die Kulturdenkmale der sächsischen Gemeinde Mittelherwigsdorf verzeichnet, die bis Januar 2019 vom Landesamt für Denkmalpflege Sachsen erfasst wurden (ohne archäologische Kulturdenkmale). Die Anmerkungen sind zu beachten.
Diese Aufzählung ist eine Teilmenge der Liste der Kulturdenkmale im Landkreis Görlitz.

## Mittelherwigsdorf
| Bild                                    | Bezeichnung | Lage                                                | Datierung                                                                                      | Beschreibung | ID       |
| --------------------------------------- | --- | --------------------------------------------------- | ---------------------------------------------------------------------------------------------- | --- | -------- |
| Weitere Bilder                          | Eisenbahnbrücke der Strecke Bischofswerda-Zittau | (in Nähe Zum Feierabendheim, bei km 31,165) (Karte) | 1848                                                                                           | Sechs Bögen über das Tal der Mandau bei Kilometer 31,165, regelmäßiger und unregelmäßiger Stein, baugeschichtlich und verkehrsgeschichtlich bedeutsam, eines der ältesten sächsischen Eisenbahnviadukte | 09304176 |
| Weitere Bilder                          | Eisenbahnbrücke | (bei km 30,529) (Karte)                             | 1848                                                                                           | Bahnstrecke Zittau–Löbau; vier Bögen über das Schülertal bei km 30,529, eines der ältesten sächsischen Eisenbahnviadukte, baugeschichtlich und verkehrsgeschichtlich bedeutsam | 09304192 |
|                                         | Wohnhaus (Umgebinde) | Alte Landstraße 2 (Karte)                           | 1. Hälfte 19. Jahrhundert                                                                      | Obergeschoss Fachwerk, im massiven Teil ehemals Stall, baugeschichtlich von Bedeutung | 09273813 |
| Direkt Bild zu diesem Denkmal hochladen | Wohnhaus (Umgebinde) | Am Gemeindeamt 1 (Karte)                            | Frühes 18. Jahrhundert                                                                         | Obergeschoss Fachwerk, Ständerbau mit Kreuzstreben, baugeschichtlich von Bedeutung | 09273824 |
| Direkt Bild zu diesem Denkmal hochladen | Wohnhaus (Umgebinde) | Am Gemeindeamt 3 (Karte)                            | Frühes 18. Jahrhundert                                                                         | Obergeschoss Fachwerk, Ständerbau mit Kreuzstreben, baugeschichtlich von Bedeutung | 09273826 |
| Direkt Bild zu diesem Denkmal hochladen | Wohnhaus (Umgebinde) | Am Gemeindeamt 5 (Karte)                            | Frühes 18. Jahrhundert                                                                         | Obergeschoss Fachwerk verbrettert, baugeschichtlich von Bedeutung | 09273825 |
|                                         | Gemeindeamt | Am Gemeindeamt 7, 9 (Karte)                         | Bezeichnet mit 1926                                                                            | Steht in der Nachfolge des Seifhennersdorfer Rathauses, Architekt Schiffner aus Zittau, moderne und landschaftsgebundene Bauweise der zwanziger Jahre, baugeschichtlich und ortsgeschichtlich von Bedeutung | 09273852 |
| Direkt Bild zu diesem Denkmal hochladen | Wohnhaus (Umgebinde) | Am Hang 2 (Karte)                                   | Im Kern um 1700                                                                                | Doppelstubenhaus, Obergeschoss Fachwerk, baugeschichtlich und hausgeschichtlich von Bedeutung | 09273808 |
| Direkt Bild zu diesem Denkmal hochladen | Wohnhaus (Umgebinde) | Am Hang 6 (Karte)                                   | Bezeichnet mit 1698                                                                            | Obergeschoss Fachwerk, baugeschichtlich und hausgeschichtlich von Bedeutung | 09273809 |
| Direkt Bild zu diesem Denkmal hochladen | Wohnhaus (Umgebinde) | Am Hang 12 (Karte)                                  | 1. Hälfte 18. Jahrhundert                                                                      | Eingeschossig mit Drempel, baugeschichtlich von Bedeutung | 09273800 |
|                                         | Gutshof mit Wohnstallhaus (Umgebinde), paralleler Scheune mit rechtwinkligem Anbau und zwei Seitengebäuden an der Straße                                                                                        | Bahnhofstraße 2 (Scheibe) (Karte)                   | Bezeichnet mit 1793 im Türstock, Anwesen älter                                                 | Wohnstallhaus Obergeschoss zum Teil Fachwerk verbrettert, langer massiver Teil, Scheune teils Fachwerk, Nebengebäude teils Fachwerk und weiter Dachüberstand, stattlicher archaisch wirkender Herrensitz oder Vorwerk, baugeschichtlich, ortsgeschichtlich und regionalgeschichtlich von Bedeutung | 09273767 |
| Weitere Bilder                          | Bahnhof | Bahnhofstraße 3 (Scheibe) (Karte)                   | 1876                                                                                           | Empfangsgebäude; schlichter Bau, Gabelbahnhof, ortsgeschichtlich und eisenbahngeschichtlich von Bedeutung | 09304204 |
| Direkt Bild zu diesem Denkmal hochladen | Wohnhaus (Umgebinde) | Berggasse 2 (Karte)                                 | Um 1800                                                                                        | Obergeschoss Fachwerk, einfacher Ständerbau, baugeschichtlich von Bedeutung | 09273818 |
| Weitere Bilder                          | Wohnhaus (Umgebinde) | Hainewalder Straße 3 (Karte)                        | Nach 1780                                                                                      | Doppelstubenhaus, Obergeschoss Fachwerk, einfacher Ständerbau, baugeschichtlich von Bedeutung | 09273780 |
| Direkt Bild zu diesem Denkmal hochladen | Wohnstallhaus (Umgebinde) und Wirtschaftsgebäude mit Kumthalle eines ehemaligen Vierseithofes | Hainewalder Straße 8 (Karte)                        | Bezeichnet mit 1859 und bezeichnet mit 1861 (Wirtschaftsgebäude)                               | Wohnstallhaus Obergeschoss Fachwerk, baugeschichtlich und wirtschaftsgeschichtlich von Bedeutung | 09273779 |
| Direkt Bild zu diesem Denkmal hochladen | Wohnhaus (ehemals Umgebinde) | Hainewalder Straße 10 (Karte)                       | 1. Hälfte 18. Jahrhundert                                                                      | Obergeschoss Fachwerk, baugeschichtlich und sozialgeschichtlich von Bedeutung | 09273778 |
| Direkt Bild zu diesem Denkmal hochladen | Wohnhaus (Umgebinde) | Hainewalder Straße 16 (Karte)                       | Im Kern 1. Hälfte 18. Jahrhundert                                                              | Doppelstubenhaus, Obergeschoss Fachwerk verbrettert, baugeschichtlich von Bedeutung | 09273776 |
| Direkt Bild zu diesem Denkmal hochladen | Wohnstallhaus eines Vierseithofes | Hainewalder Straße 20 (Karte)                       | Bezeichnet mit 1807, vermutlich älter                                                          | Obergeschoss Fachwerk, baugeschichtlich und ortsbildprägend von Bedeutung | 09273774 |
| Weitere Bilder                          | Fabrikgebäude der Möbelfabrik Brettschneider | Hainewalder Straße 33, 35 (Karte)                   | Um 1900                                                                                        | Putzbau mit Putzgliederung, baugeschichtlich und ortsgeschichtlich von Bedeutung | 09273768 |
| Direkt Bild zu diesem Denkmal hochladen | Wohnhaus (Umgebinde) | Hauptstraße 1 (Karte)                               | Um 1860/70                                                                                     | Obergeschoss Fachwerk verbrettert, baugeschichtlich von Bedeutung | 09273902 |
| Direkt Bild zu diesem Denkmal hochladen | Wohnhaus (Umgebinde) | Hauptstraße 3 (Karte)                               | Mitte 19. Jahrhundert                                                                          | Obergeschoss Fachwerk, baugeschichtlich von Bedeutung | 09273903 |
| Direkt Bild zu diesem Denkmal hochladen | Wohnhaus (Umgebinde) | Hauptstraße 4 (Karte)                               | Im Kern 1. Hälfte 18. Jahrhundert                                                              | Obergeschoss Fachwerk, einfacher Ständerbau, baugeschichtlich und hausgeschichtlich von Bedeutung | 09273904 |
| Direkt Bild zu diesem Denkmal hochladen | Wohnhaus (Umgebinde) | Hauptstraße 5 (Karte)                               | Um 1800                                                                                        | Obergeschoss teilweise Fachwerk verbrettert, baugeschichtlich von Bedeutung, durch hohe Lage ortsbildbestimmend | 09273905 |
| Direkt Bild zu diesem Denkmal hochladen | Wohnhaus (Umgebinde) | Hauptstraße 6 (Karte)                               | Um 1800                                                                                        | Obergeschoss teilweise Fachwerk, baugeschichtlich von Bedeutung | 09273845 |
| Direkt Bild zu diesem Denkmal hochladen | Wohnhaus (Umgebinde) | Hauptstraße 8 (Karte)                               | Im Kern Mitte 18. Jahrhundert                                                                  | Obergeschoss Fachwerk verbrettert, Ständerbau, baugeschichtlich und hausgeschichtlich von Bedeutung | 09273844 |
| Direkt Bild zu diesem Denkmal hochladen | Wohnhaus | Hauptstraße 9 (Karte)                               | 1905                                                                                           | Historisierend, baugeschichtlich von Bedeutung | 09273906 |
| Direkt Bild zu diesem Denkmal hochladen | Wohnhaus (Umgebinde) | Hauptstraße 10 (Karte)                              | Um 1850                                                                                        | Doppelstubenhaus, Obergeschoss Fachwerk verkleidet, baugeschichtlich von Bedeutung | 09273843 |
| Direkt Bild zu diesem Denkmal hochladen | Wohnhaus (Umgebinde) | Hauptstraße 11 (Karte)                              | 1. Hälfte 19. Jahrhundert                                                                      | Doppelstubenhaus, Obergeschoss Fachwerk verkleidet, baugeschichtlich von Bedeutung | 09273846 |
| Direkt Bild zu diesem Denkmal hochladen | Wohnhaus | Hauptstraße 14 (Karte)                              | Mitte 19. Jahrhundert                                                                          | Obergeschoss Fachwerk, baugeschichtlich von Bedeutung, wichtig für Ortsbild und Sichtbeziehungen | 09273839 |
| Direkt Bild zu diesem Denkmal hochladen | Wohnhaus (Umgebinde) | Hauptstraße 15 (Karte)                              | Um 1830                                                                                        | Doppelstubenhaus, Obergeschoss Fachwerk, baugeschichtlich von Bedeutung | 09273842 |
| Direkt Bild zu diesem Denkmal hochladen | Wohnhaus (Umgebinde) | Hauptstraße 18 (Karte)                              | Im Kern 1663                                                                                   | Doppelstubenhaus, Obergeschoss Fachwerk, Ständerbau, baugeschichtlich und hausgeschichtlich von Bedeutung, malerische Hanglage, eines der schönsten Häuser des Dorfes | 09273836 |
| Direkt Bild zu diesem Denkmal hochladen | Wohnhaus (Umgebinde) | Hauptstraße 19 (Karte)                              | Im Kern um 1800                                                                                | Obergeschoss teilweise Fachwerk verbrettert, baugeschichtlich von Bedeutung | 09273841 |
| Direkt Bild zu diesem Denkmal hochladen | Wohnhaus (Umgebinde) | Hauptstraße 20 (Karte)                              | 1. Hälfte 19. Jahrhundert                                                                      | Doppelstubenhaus, Obergeschoss Fachwerk, einfacher Ständerbau, baugeschichtlich von Bedeutung | 09273908 |
| Direkt Bild zu diesem Denkmal hochladen | Wohnhaus (Umgebinde) | Hauptstraße 21 (Karte)                              | 1. Hälfte 19. Jahrhundert                                                                      | Obergeschoss Fachwerk, baugeschichtlich von Bedeutung | 09273838 |
| Direkt Bild zu diesem Denkmal hochladen | Wohnstallhaus (Umgebinde) | Hauptstraße 22 (Karte)                              | Um 1800                                                                                        | Obergeschoss Fachwerk verbrettert, baugeschichtlich von Bedeutung | 09273831 |
| Direkt Bild zu diesem Denkmal hochladen | Wohnhaus (Umgebinde) | Hauptstraße 23 (Karte)                              | Im Kern Ende 18. Jahrhundert                                                                   | Obergeschoss Fachwerk verbrettert, baugeschichtlich von Bedeutung | 09273837 |
| Direkt Bild zu diesem Denkmal hochladen | Wohnhaus (Umgebinde) | Hauptstraße 24 (Karte)                              | Im Kern 18. Jahrhundert                                                                        | Obergeschoss Fachwerk, Ständerbau, baugeschichtlich und hausgeschichtlich von Bedeutung | 09273830 |
| Direkt Bild zu diesem Denkmal hochladen | Wohnhaus (Umgebinde) | Hauptstraße 26 (Karte)                              | Frühes 19. Jahrhundert                                                                         | Obergeschoss Fachwerk, baugeschichtlich von Bedeutung, durch freie Lage am Hang für Ortsbild wichtig | 09273828 |
| Direkt Bild zu diesem Denkmal hochladen | Wohnhaus (Umgebinde) | Hauptstraße 28 (neben) (Karte)                      | Mitte 18. Jahrhundert                                                                          | Obergeschoss Fachwerk verbrettert, baugeschichtlich von Bedeutung | 09273829 |
|                                         | Wohnhaus (Umgebinde) | Hauptstraße 37 (Karte)                              | 1. Hälfte 19. Jahrhundert                                                                      | Obergeschoss Fachwerk verputzt, traufseitig verbrettert, baugeschichtlich von Bedeutung, wichtig für Ortsbild und Sichtbeziehung | 09273827 |
| Direkt Bild zu diesem Denkmal hochladen | Kretscham | Hauptstraße 38, 40 (Karte)                          | Bezeichnet mit „Anno 1686“, mehrfach verändert                                                 | Obergeschoss Fachwerk, baugeschichtlich, hausgeschichtlich und ortsgeschichtlich von Bedeutung | 09273821 |
| Direkt Bild zu diesem Denkmal hochladen | Wohnhaus | Hauptstraße 43 (Karte)                              | 1. Hälfte 19. Jahrhundert                                                                      | Obergeschoss Fachwerk, baugeschichtlich von Bedeutung, für Ortsbild wichtig | 09273823 |
| Direkt Bild zu diesem Denkmal hochladen | Wohnhaus (Umgebinde) | Hauptstraße 44 (Karte)                              | 1. Hälfte 19. Jahrhundert                                                                      | Obergeschoss Fachwerk, baugeschichtlich von Bedeutung, durch Hanglage wichtig für das Ortsbild | 09273820 |
| Direkt Bild zu diesem Denkmal hochladen | Wohnhaus (Umgebinde) | Hauptstraße 45 (Karte)                              | 1. Hälfte 19. Jahrhundert                                                                      | Doppelstubenhaus, Obergeschoss Fachwerk, baugeschichtlich von Bedeutung | 09273822 |
|                                         | Schule mit Stützmauer und Rampenaufgang | Hauptstraße 50 (Karte)                              | 1895                                                                                           | Bau zweigeschossig mit Dreiecksgiebel über dem dreiachsigen Mittelrisalit, Gesims in Höhe der Sohlbänke der Obergeschossfenster, profilierte Konsolen und Fenstergewände; Eingang mit kannelierten Pilastern und Dreiecksbedachung, Zwerchgiebel; Eingang Seitenflügel mit reichem plastischen Bauschmuck, Stützmauer und Rampenaufgang aus Naturstein, Rampe/Treppe mit gemauerten Pfosten für das eingespannte Geländer, baugeschichtlich und ortsgeschichtlich von Bedeutung | 09273805 |
| Direkt Bild zu diesem Denkmal hochladen | Wohnhaus | Hauptstraße 51 (Karte)                              | Um 1800                                                                                        | Obergeschoss Fachwerk, baugeschichtlich von Bedeutung | 09273819 |
| Direkt Bild zu diesem Denkmal hochladen | Wohnhaus | Hauptstraße 55 (Karte)                              | Im Kern vermutlich noch Ende 18. Jahrhundert                                                   | Obergeschoss Fachwerk, baugeschichtlich von Bedeutung | 09273817 |
| Direkt Bild zu diesem Denkmal hochladen | Wohnhaus (ehemals Umgebinde) | Hauptstraße 59 (Karte)                              | 2. Hälfte 18. Jahrhundert                                                                      | Obergeschoss Fachwerk, baugeschichtlich von Bedeutung | 09273806 |
| Direkt Bild zu diesem Denkmal hochladen | Wohnstallhaus eines Vierseithofes | Hauptstraße 60 (Karte)                              | Im Kern 1699, mehrfach verändert                                                               | Obergeschoss Fachwerk, baugeschichtlich von Bedeutung, wichtig für das Ortsbild | 09273804 |
| Direkt Bild zu diesem Denkmal hochladen | Wohnhaus (Umgebinde) | Hauptstraße 62 (Karte)                              | 1. Hälfte 19. Jahrhundert                                                                      | Obergeschoss Fachwerk, baugeschichtlich von Bedeutung | 09273803 |
| Direkt Bild zu diesem Denkmal hochladen | Wohnhaus (Umgebinde) | Hauptstraße 64 (Karte)                              | 1. Hälfte 19. Jahrhundert                                                                      | Doppelstubenhaus, Obergeschoss Fachwerk, einfacher Ständerbau, baugeschichtlich von Bedeutung | 09273802 |
| Direkt Bild zu diesem Denkmal hochladen | Wohnhaus (Umgebinde) | Hauptstraße 72 (Karte)                              | Frühes 18. Jahrhundert                                                                         | Obergeschoss Fachwerk, Langständerbau, baugeschichtlich und hausgeschichtlich von Bedeutung, wichtig für Ortsbild | 09273799 |
| Direkt Bild zu diesem Denkmal hochladen | Wohnhaus (Umgebinde) | Hauptstraße 78 (Karte)                              | 1. Hälfte 18. Jahrhundert                                                                      | Obergeschoss Fachwerk, Ständerbau mit Kreuzstreben, baugeschichtlich und hausgeschichtlich von Bedeutung | 09273795 |
|                                         | Wohnhaus (Umgebinde) | Hauptstraße 79 (Karte)                              | Vermutlich im Kern um 1800, später verändert                                                   | Obergeschoss Fachwerk, baugeschichtlich von Bedeutung | 09273798 |
| Direkt Bild zu diesem Denkmal hochladen | Wohnhaus (Umgebinde) | Hauptstraße 80 (Karte)                              | Vermutlich im Kern Ende 18. Jahrhundert                                                        | Obergeschoss Fachwerk, baugeschichtlich von Bedeutung, durch hohe Lage stark ortsbildbestimmend | 09273796 |
| Direkt Bild zu diesem Denkmal hochladen | Wohnhaus (ehemals Umgebinde) | Hauptstraße 83 (Karte)                              | 1. Hälfte 18. Jahrhundert                                                                      | Obergeschoss Fachwerk, altes weitjochiges Kreuzstrebengefüge, baugeschichtlich und hausgeschichtlich von Bedeutung | 09273797 |
| Direkt Bild zu diesem Denkmal hochladen | Wohnhaus (Umgebinde) | Hauptstraße 84 (Karte)                              | Mitte 19. Jahrhundert, leicht verändert                                                        | Obergeschoss Fachwerk verbrettert, baugeschichtlich von Bedeutung | 09273793 |
| Direkt Bild zu diesem Denkmal hochladen | Wohnhaus (Umgebinde) | Hauptstraße 89 (Karte)                              | Um 1800                                                                                        | Obergeschoss Fachwerk, einfacher Ständerbau, baugeschichtlich von Bedeutung, für Ortsbild und Sichtbeziehung wichtig | 09273792 |
|                                         | Wohnhaus (Umgebinde) | Hörnitzer Straße 3 (Karte)                          | 2. Hälfte 18. Jahrhundert                                                                      | Obergeschoss Fachwerk, baugeschichtlich von Bedeutung, für Sichtbeziehung wichtig | 09273781 |
|                                         | Wohnhaus (Umgebinde) | Hörnitzer Straße 5 (Karte)                          | 1. Hälfte 19. Jahrhundert                                                                      | Obergeschoss Fachwerk, baugeschichtlich von Bedeutung | 09273782 |
| Direkt Bild zu diesem Denkmal hochladen | Wohnhaus (Umgebinde) und Scheune | Hörnitzer Straße 7 (Karte)                          | Vermutlich im Kern Mitte 18. Jahrhundert                                                       | Wohnhaus Obergeschoss Fachwerk, Scheune teils Granit-Bruchstein, teils Pläner, Krüppelwalmdach, baugeschichtlich von Bedeutung | 09273783 |
| Direkt Bild zu diesem Denkmal hochladen | Wohnhaus (Umgebinde) | Hörnitzer Straße 12 (Karte)                         | Vermutlich im Kern 2. Hälfte 18. Jahrhundert                                                   | Obergeschoss Fachwerk, baugeschichtlich von Bedeutung, für Ortsbild und Sichtbeziehungen wichtig | 09273784 |
| Direkt Bild zu diesem Denkmal hochladen | Wohnhaus (Umgebinde) | Hörnitzer Straße 13 (Karte)                         | Im Kern vermutlich um 1800                                                                     | Eingeschossig, baugeschichtlich und sozialgeschichtlich von Bedeutung | 09273785 |
| Direkt Bild zu diesem Denkmal hochladen | Wohnhaus (Umgebinde) | Hörnitzer Straße 17 (Karte)                         | Vermutlich im Kern 1. Hälfte 19. Jahrhundert                                                   | Obergeschoss teilweise Fachwerk verbrettert, baugeschichtlich von Bedeutung | 09273786 |
| Direkt Bild zu diesem Denkmal hochladen | Scheune eines Dreiseithofes | Kirchsteg 8 (Karte)                                 | Frühes 18. Jahrhundert                                                                         | Fachwerk mit Kreuzstrebengefüge, baugeschichtlich von Bedeutung | 09273810 |
| Direkt Bild zu diesem Denkmal hochladen | Wohnhaus (Umgebinde) | Kleine Seite 2 (Karte)                              | 1. Hälfte 19. Jahrhundert                                                                      | Obergeschoss Fachwerk, baugeschichtlich von Bedeutung | 09273901 |
| Direkt Bild zu diesem Denkmal hochladen | Wohnhaus (Umgebinde) | Kleine Seite 9 (Karte)                              | 1. Hälfte 19. Jahrhundert                                                                      | Obergeschoss Fachwerk verbrettert, baugeschichtlich von Bedeutung | 09273899 |
| Direkt Bild zu diesem Denkmal hochladen | Wohnhaus (Umgebinde) | Kleine Seite 11 (Karte)                             | Im Kern 1. Hälfte 19. Jahrhundert, verändert                                                   | Doppelstubenhaus, Obergeschoss Fachwerk, baugeschichtlich von Bedeutung | 09273897 |
| Direkt Bild zu diesem Denkmal hochladen | Wohnhaus (Umgebinde) | Kleine Seite 17 (Karte)                             | Vermutlich im Kern Mitte 18. Jahrhundert                                                       | Obergeschoss Fachwerk, einfacher Ständerbau, baugeschichtlich und hausgeschichtlich von Bedeutung | 09273895 |
| Direkt Bild zu diesem Denkmal hochladen | Wohnstallhaus (Umgebinde) | Kleine Seite 18 (Karte)                             | Bezeichnet mit 1763                                                                            | Obergeschoss Fachwerk verkleidet, prächtiger Türstock, baugeschichtlich von Bedeutung, wichtig für Ortsbild und Sichtbeziehung | 09273900 |
| Direkt Bild zu diesem Denkmal hochladen | Wohnhaus (Umgebinde) | Kleine Seite 19 (Karte)                             | Mitte 18. Jahrhundert                                                                          | Doppelstubenhaus, Obergeschoss Fachwerk, baugeschichtlich von Bedeutung | 09273894 |
| Direkt Bild zu diesem Denkmal hochladen | Wohnhaus (Umgebinde) | Kleine Seite 21 (Karte)                             | Um 1800                                                                                        | Obergeschoss Fachwerk, einfacher Ständerbau, baugeschichtlich von Bedeutung | 09273891 |
| Direkt Bild zu diesem Denkmal hochladen | Wohnhaus (Umgebinde) | Kleine Seite 22 (Karte)                             | Vermutlich 1. Hälfte 19. Jahrhundert, verändert                                                | Obergeschoss Fachwerk, baugeschichtlich von Bedeutung | 09273898 |
| Direkt Bild zu diesem Denkmal hochladen | Wohnhaus (Umgebinde) | Kleine Seite 23 (Karte)                             | Um 1800                                                                                        | Doppelstubenhaus, Obergeschoss Fachwerk verbrettert, baugeschichtlich von Bedeutung | 09273835 |
| Weitere Bilder                          | Wohnhaus (Umgebinde) | Kleine Seite 26 (Karte)                             | Bezeichnet mit 1748                                                                            | Obergeschoss Fachwerk, ehemals Gasthof und Fleischerei, baugeschichtlich und ortsbildprägend von Bedeutung | 09273896 |
| Direkt Bild zu diesem Denkmal hochladen | Wohnhaus (Umgebinde) | Kleine Seite 28 (Karte)                             | Vermutlich im Kern frühes 18. Jahrhundert                                                      | Obergeschoss Fachwerk verkleidet, baugeschichtlich von Bedeutung | 09273893 |
| Direkt Bild zu diesem Denkmal hochladen | Wohnhaus (Umgebinde) | Kleine Seite 30 (Karte)                             | 1772                                                                                           | Obergeschoss Fachwerk, Ständerbau, baugeschichtlich und ortsbildprägend von Bedeutung | 09273892 |
| Direkt Bild zu diesem Denkmal hochladen | Wohnhaus (Umgebinde) | Kleine Seite 31 (Karte)                             | Um 1800                                                                                        | Obergeschoss teilweise Fachwerk, baugeschichtlich von Bedeutung | 09273833 |
| Direkt Bild zu diesem Denkmal hochladen | Wohnhaus (Umgebinde) | Kleine Seite 33 (Karte)                             | Ende 18. Jahrhundert                                                                           | Obergeschoss Fachwerk, baugeschichtlich von Bedeutung | 09273832 |
|                                         | Wohnhaus (Umgebinde) | Kleine Seite 34 (Karte)                             | Mitte 18. Jahrhundert                                                                          | Obergeschoss Fachwerk, einfacher Ständerbau, baugeschichtlich von Bedeutung, wichtig für Ortsbild und Sichtbeziehung | 09273834 |
| Direkt Bild zu diesem Denkmal hochladen | Wohnhaus (Umgebinde) | Kleine Seite 39 (Karte)                             | Ende 18. Jahrhundert                                                                           | Obergeschoss Fachwerk, baugeschichtlich von Bedeutung | 09273907 |
| Direkt Bild zu diesem Denkmal hochladen | Wohnhaus (Umgebinde) | Mandauufer 13 (Karte)                               | 1. Hälfte 19. Jahrhundert                                                                      | Obergeschoss Fachwerk, baugeschichtlich von Bedeutung | 09273771 |
| Direkt Bild zu diesem Denkmal hochladen | Wohnhaus (Umgebinde) | Mühlgraben 14 (Karte)                               | Um 1800                                                                                        | Doppelstubenhaus, Obergeschoss Fachwerk, einfacher Ständerbau, baugeschichtlich von Bedeutung | 09273772 |
| Direkt Bild zu diesem Denkmal hochladen | Wohnhaus (Umgebinde) | Mühlgraben 20 (Karte)                               | Im Kern vermutlich Mitte 18. Jahrhundert, später verändert                                     | Obergeschoss Fachwerk, baugeschichtlich von Bedeutung | 09273773 |
| Direkt Bild zu diesem Denkmal hochladen | Wohnstallhaus (Umgebinde) eines Bauernhofes | Mühlgraben 24 (Karte)                               | Bezeichnet mit 1717                                                                            | Obergeschoss Fachwerk verbrettert, baugeschichtlich und hausgeschichtlich von Bedeutung | 09273766 |
| Direkt Bild zu diesem Denkmal hochladen | Buswartehäuschen | Oberdorfstraße (Karte)                              | 1955                                                                                           | Baugeschichtlich von Bedeutung | 09301194 |
| Direkt Bild zu diesem Denkmal hochladen | Wohnhaus (Umgebinde) | Oberdorfstraße 8 (Karte)                            | 1. Hälfte 18. Jahrhundert                                                                      | Obergeschoss Fachwerk, einfacher Ständerbau, baugeschichtlich von Bedeutung | 09273933 |
| Direkt Bild zu diesem Denkmal hochladen | Wohnstallhaus (Umgebinde) eines ehemaligen Vierseithofes | Oberdorfstraße 12 (Karte)                           | Bezeichnet mit 1836                                                                            | Obergeschoss Fachwerk, baugeschichtlich von Bedeutung | 09273932 |
| Direkt Bild zu diesem Denkmal hochladen | Wohnhaus (Umgebinde) | Oberdorfstraße 14 (Karte)                           | Im Kern vermutlich um 1800, mehrfach verändert                                                 | Obergeschoss teilweise Fachwerk, verkleidet, baugeschichtlich von Bedeutung | 09273931 |
| Direkt Bild zu diesem Denkmal hochladen | Wohnhaus (Umgebinde) | Oberdorfstraße 21 (Karte)                           | Frühes 18. Jahrhundert, später verändert                                                       | Obergeschoss Fachwerk, Ständerbau mit Kreuzstreben, baugeschichtlich von Bedeutung | 09273930 |
| Direkt Bild zu diesem Denkmal hochladen | Wohnhaus (Umgebinde) | Oberdorfstraße 25 (Karte)                           | Eventuell 1. Hälfte 19. Jahrhundert                                                            | Doppelstubenhaus, Obergeschoss Fachwerk, baugeschichtlich von Bedeutung | 09273929 |
| Direkt Bild zu diesem Denkmal hochladen | Wohnstallhaus (Umgebinde) eines Dreiseithofes | Oberdorfstraße 34 (Karte)                           | Um 1800                                                                                        | Obergeschoss Fachwerk, baugeschichtlich von Bedeutung | 09273917 |
| Direkt Bild zu diesem Denkmal hochladen | Wohnhaus (ehemals Umgebinde) | Oberdorfstraße 37 (Karte)                           | 1. Hälfte 18. Jahrhundert                                                                      | Obergeschoss Fachwerk, baugeschichtlich von Bedeutung | 09273918 |
| Direkt Bild zu diesem Denkmal hochladen | Wohnhaus (Umgebinde) | Oberdorfstraße 39 (Karte)                           | Im Kern Ende 17. Jahrhundert                                                                   | Obergeschoss teilweise Fachwerk, einfacher Ständerbau, baugeschichtlich von Bedeutung | 09273926 |
| Direkt Bild zu diesem Denkmal hochladen | Wohnhaus (Umgebinde) | Oberdorfstraße 44 (Karte)                           | Mitte 19. Jahrhundert                                                                          | Obergeschoss Fachwerk, einfacher Ständerbau, baugeschichtlich von Bedeutung | 09273919 |
|                                         | Wohnhaus (Umgebinde) | Oberdorfstraße 48 (Karte)                           | 2. Hälfte 19. Jahrhundert, im Kern eventuell älter                                             | Mit Ladeneinbau, Obergeschoss Fachwerk verbrettert, baugeschichtlich von Bedeutung | 09273915 |
| Direkt Bild zu diesem Denkmal hochladen | Wohnhaus (Umgebinde) | Oberdorfstraße 51 (Karte)                           | Im Kern um 1800                                                                                | Obergeschoss Fachwerk, teilweise verbrettert, baugeschichtlich von Bedeutung | 09273914 |
| Direkt Bild zu diesem Denkmal hochladen | Wohnhaus (Umgebinde) mit integriertem Wirtschaftsteil | Oberdorfstraße 52 (Karte)                           | Um 1840                                                                                        | Obergeschoss Fachwerk, baugeschichtlich von Bedeutung, wichtig für Ortsbild und Sichtbeziehung | 09273920 |
| Direkt Bild zu diesem Denkmal hochladen | Seitengebäude mit Oberlaube eines Vierseithofes | Oberdorfstraße 53 (Karte)                           | Ende 18. Jahrhundert                                                                           | Fachwerkgebäude, baugeschichtlich von Bedeutung | 09273925 |
| Direkt Bild zu diesem Denkmal hochladen | Wohnhaus (Umgebinde) | Oberdorfstraße 56 (Karte)                           | Mitte 19. Jahrhundert                                                                          | Doppelstubenhaus, Obergeschoss Fachwerk, baugeschichtlich von Bedeutung | 09273913 |
| Direkt Bild zu diesem Denkmal hochladen | Wohnhaus (Umgebinde) | Oberdorfstraße 69 (Karte)                           | Um 1800                                                                                        | Obergeschoss Fachwerk, einfacher Ständerbau, baugeschichtlich von Bedeutung | 09273921 |
| Direkt Bild zu diesem Denkmal hochladen | Wohnhaus (Umgebinde) | Oberdorfstraße 70 (Karte)                           | Im Kern noch 18. Jahrhundert                                                                   | Obergeschoss Fachwerk, einfacher Ständerbau, baugeschichtlich von Bedeutung | 09273910 |
| Direkt Bild zu diesem Denkmal hochladen | Wohnstallhaus (Umgebinde) | Oberdorfstraße 71 (Karte)                           | Um 1800                                                                                        | Obergeschoss Fachwerk, baugeschichtlich von Bedeutung | 09273868 |
| Direkt Bild zu diesem Denkmal hochladen | Wohnhaus (Umgebinde) | Oberdorfstraße 73 (Karte)                           | Frühes 18. Jahrhundert                                                                         | Obergeschoss Kreuzstrebenfachwerk, Erdgeschoss teilweise Fachwerk erhalten, baugeschichtlich und hausgeschichtlich von Bedeutung | 09273909 |
| Direkt Bild zu diesem Denkmal hochladen | Wohnhaus (Umgebinde) | Oberdorfstraße 81 (Karte)                           | 1844                                                                                           | Vermutlich ehemalige Faktorei, Obergeschoss Fachwerk, baugeschichtlich von Bedeutung | 09273867 |
| Direkt Bild zu diesem Denkmal hochladen | Wohnhaus (Umgebinde) | Oberdorfstraße 85 (Karte)                           | Vermutlich im Kern 18. Jahrhundert                                                             | Doppelstubenhaus, Obergeschoss Fachwerk verbrettert, baugeschichtlich von Bedeutung | 09273866 |
| Direkt Bild zu diesem Denkmal hochladen | Wohnstallhaus (Umgebinde) eines Dreiseithofes | Oberdorfstraße 86 (Karte)                           | Im Kern wohl um 1800, später verändert                                                         | Obergeschoss Fachwerk verbrettert, linke Haushälfte massiv, baugeschichtlich von Bedeutung | 09273865 |
| Direkt Bild zu diesem Denkmal hochladen | Wohnhaus (Umgebinde) | Oberdorfstraße 88 (Karte)                           | Ende 18. Jahrhundert                                                                           | Obergeschoss Fachwerk, Ständerbau, baugeschichtlich von Bedeutung | 09273924 |
| Direkt Bild zu diesem Denkmal hochladen | Wohnhaus (Umgebinde) | Oberdorfstraße 89 (Karte)                           | Im Kern vermutlich um 1800                                                                     | Obergeschoss Fachwerk, baugeschichtlich von Bedeutung | 09273864 |
| Direkt Bild zu diesem Denkmal hochladen | Wohnstallhaus (Umgebinde) | Oberdorfstraße 90a (Karte)                          | 1. Hälfte 19. Jahrhundert                                                                      | Obergeschoss Fachwerk, einfacher Ständerbau, ehemalige Kleinbauernwirtschaft, baugeschichtlich von Bedeutung | 09273863 |
| Direkt Bild zu diesem Denkmal hochladen | Wohnhaus (Umgebinde) | Oberdorfstraße 91 (Karte)                           | Ende 18. Jahrhundert                                                                           | Obergeschoss Fachwerk verkleidet, baugeschichtlich von Bedeutung | 09273923 |
| Direkt Bild zu diesem Denkmal hochladen | Wohnstallhaus eines Vierseithofes | Oberdorfstraße 93 (Karte)                           | 1. Hälfte 19. Jahrhundert                                                                      | Obergeschoss Fachwerk, baugeschichtlich von Bedeutung | 09273934 |
| Direkt Bild zu diesem Denkmal hochladen | Wohnhaus (Umgebinde) | Oberdorfstraße 96 (Karte)                           | Im Kern 18. Jahrhundert                                                                        | Obergeschoss Fachwerk, einfacher Ständerbau, baugeschichtlich von Bedeutung, wichtig für das Ortsbild | 09273862 |
| Direkt Bild zu diesem Denkmal hochladen | Wohnhaus (Umgebinde), ehemalige Oberherwigsdorfer Schule | Oberdorfstraße 97 (Karte)                           | Im Kern um 1800                                                                                | Wohl ab Jahrhundertmitte bis 1894 Schule, Obergeschoss Fachwerk, baugeschichtlich und ortsgeschichtlich von Bedeutung | 09273861 |
| Direkt Bild zu diesem Denkmal hochladen | Wohnhaus (Umgebinde) | Oberdorfstraße 101 (Karte)                          | Im Kern 18. Jahrhundert, später verändert                                                      | Obergeschoss Fachwerk, Ständerbau, baugeschichtlich von Bedeutung | 09273860 |
| Direkt Bild zu diesem Denkmal hochladen | Wohnhaus (Umgebinde) | Oberdorfstraße 102 (Karte)                          | Nach 1750                                                                                      | Doppelstubenhaus, Obergeschoss Fachwerk, einfacher Ständerbau, baugeschichtlich von Bedeutung | 09273859 |
| Direkt Bild zu diesem Denkmal hochladen | Wohnhaus (Umgebinde) | Oberdorfstraße 103 (Karte)                          | Vermutlich im Kern 18. Jahrhundert                                                             | Obergeschoss Fachwerk verbrettert, baugeschichtlich von Bedeutung | 09273858 |
| Direkt Bild zu diesem Denkmal hochladen | Wohnhaus (Umgebinde) | Oberdorfstraße 104 (Karte)                          | Im Kern um 1700, später verändert                                                              | Obergeschoss Kreuzstrebenfachwerk, baugeschichtlich und hausgeschichtlich von Bedeutung | 09273857 |
| Direkt Bild zu diesem Denkmal hochladen | Wohnhaus (Umgebinde) | Oberdorfstraße 106 (Karte)                          | Im Kern wohl 18. Jahrhundert                                                                   | Obergeschoss Fachwerk verbrettert, baugeschichtlich von Bedeutung | 09273922 |
| Direkt Bild zu diesem Denkmal hochladen | Wohnhaus (Umgebinde) | Oberdorfstraße 111 (Karte)                          | 1. Hälfte 18. Jahrhundert                                                                      | Obergeschoss zum Teil Kreuzstrebenfachwerk, baugeschichtlich von Bedeutung | 09273856 |
| Direkt Bild zu diesem Denkmal hochladen | Wohnhaus (Umgebinde) | Oberdorfstraße 113 (Karte)                          | 1. Hälfte 19. Jahrhundert                                                                      | Obergeschoss Fachwerk, baugeschichtlich von Bedeutung | 09273855 |
| Direkt Bild zu diesem Denkmal hochladen | Wohnhaus (Umgebinde) | Oberdorfstraße 114 (Karte)                          | Um 1800                                                                                        | Obergeschoss Fachwerk, einfacher Ständerbau, baugeschichtlich von Bedeutung | 09273854 |
| Direkt Bild zu diesem Denkmal hochladen | Wohnhaus (Umgebinde) | Oberdorfstraße 135 (Karte)                          | Um 1840                                                                                        | Doppelstubenhaus, Obergeschoss Fachwerk, baugeschichtlich von Bedeutung | 09273927 |
| Direkt Bild zu diesem Denkmal hochladen | Wohnhaus (Umgebinde) | Schenkstraße 11 (Karte)                             | Bezeichnet mit 1886                                                                            | Obergeschoss Fachwerk verkleidet, baugeschichtlich von Bedeutung | 09273791 |
| Direkt Bild zu diesem Denkmal hochladen | Bauernhof mit allen Gebäuden, Mauer und Einfahrt | Straße der Pioniere 2 (Karte)                       | Mitte 18. Jahrhundert (Fachwerkscheune); 18./19. Jahrhundert (Bauernhof)                       | Dabei das Wohnstallhaus, drei Scheunen, ein kleines Haus unmittelbar nördlich der Einfahrt; sehr alter unregelmäßiger Hof, baugeschichtlich bedeutsam | 09273848 |
| Direkt Bild zu diesem Denkmal hochladen | Türstock eines Wohnstallhauses | Straße der Pioniere 4 (Karte)                       | Bezeichnet mit 1716                                                                            | Handwerklich-künstlerisch von Bedeutung | 09273847 |
| Direkt Bild zu diesem Denkmal hochladen | Scheune | Straße der Pioniere 6 (Karte)                       | 1. Hälfte 19. Jahrhundert                                                                      | Fachwerk mit kleinem Anbau an einer Giebelseite, im oberen Bereich und in den Spitzgiebeln ist das Fachwerk nur verbrettert, eine Art Langständerbau mit stabilisierenden Querstreben und Andreaskreuzen, sehr authentisch erhalten, baugeschichtlich und ortsgeschichtlich von Bedeutung | 09305939 |
| Direkt Bild zu diesem Denkmal hochladen | Wohnstallhaus (Umgebinde) eines Zweiseithofes | Straße der Pioniere 11 (Karte)                      | Ende 18. Jahrhundert                                                                           | Obergeschoss Fachwerk, einfacher Ständerbau, baugeschichtlich von Bedeutung | 09273850 |
| Direkt Bild zu diesem Denkmal hochladen | Wohnhaus (Umgebinde) | Straße der Pioniere 16 (Karte)                      | Frühes 19. Jahrhundert                                                                         | Obergeschoss Fachwerk, einfacher Ständerbau, baugeschichtlich von Bedeutung | 09273849 |
| Direkt Bild zu diesem Denkmal hochladen | Wohnhaus | Viebig 4 (Karte)                                    | 1. Hälfte 19. Jahrhundert                                                                      | Obergeschoss Fachwerk, baugeschichtlich von Bedeutung | 09273788 |
| Direkt Bild zu diesem Denkmal hochladen | Wohnhaus (ehemals Umgebinde) | Wiesenweg 2 (Karte)                                 | Im Kern vermutlich Mitte 18. Jahrhundert                                                       | Obergeschoss Fachwerk, Ständerbau, baugeschichtlich von Bedeutung | 09273794 |
| Weitere Bilder                          | Kriegerdenkmal für die Gefallenen des Deutsch-Französischen Krieges 1870/71 mit Einfriedung sowie Gedenktafel für die Gefallenen des Ersten Weltkrieges                                                         | Zittauer Straße 2 (Karte)                           | 1895 (Kriegerdenkmal); nach 1918 (Gedenkstein)                                                 | Denkmal des deutsch-französischen Krieges ein Obelisk, errichtet 1895 nach Entwurf und Oberleitung Herrmann Pipo, Lehrer Baugewerkeschule Zittau, August Rau Steinmetz MHD, Gustav Jähne Bildhauer MHD, ortsgeschichtlich von Bedeutung | 09273812 |
| Direkt Bild zu diesem Denkmal hochladen | Pfarrhaus mit Scheune und Toreinfahrt | Zittauer Straße 13 (Karte)                          | Bezeichnet mit 1682 (vergrößert, umgebaut), im Kern älter; angeblich 16. Jahrhundert (Scheune) | Pfarrhaus schlichter Putzbau, Fachwerkscheune, Torpfeiler mit Platte und Kugel, baugeschichtlich und ortsgeschichtlich von Bedeutung | 09273814 |
| Weitere Bilder                          | Kirche und Kirchhof Herwigsdorf mit Friedhofserweiterung (Sachgesamtheit) | Zittauer Straße 15 (Karte)                          | 18. Jahrhundert                                                                                | Sachgesamtheit Kirche und Kirchhof Herwigsdorf mit Friedhofserweiterung, mit folgenden Einzeldenkmalen: Kirche, sämtliche Grabmale an der äußeren Kirchenwand, Denkmal für die Gefallenen des Ersten Weltkrieges sowie Einfriedungsmauer des Kirchhofs und der Friedhofserweiterung (siehe Einzeldenkmaldokument unter gleicher Anschrift, Obj. 09273815), weiterhin das Grün des Kirchhofs, die Friedhofsgestaltung (Gartendenkmal) sowie Kirchhof und Friedhof als Sachgesamtheitsteile; barock überformte, mittelalterliche Chorturmkirche, baugeschichtlich, gärtnerisch und ortsgeschichtlich von Bedeutung | 09273816 |
| Weitere Bilder                          | Kirche, sämtliche Grabmale an der äußeren Kirchenwand, Denkmal für die Gefallenen des Ersten Weltkrieges sowie Einfriedungsmauer des Kirchhofs und der Friedhofserweiterung (Einzeldenkmale zu ID-Nr. 09273816) | Zittauer Straße 15 (Karte)                          | Im Kern vermutlich 15. Jahrhundert (mittelalterliche Reste); nach 1918 (Kriegerdenkmal)        | Einzeldenkmale des Sachgesamtheit Kirche und Kirchhof Herwigsdorf mit Friedhofserweiterung; barock überformte, mittelalterliche Chorturmkirche, baugeschichtlich, ortsgeschichtlich und ortsbildprägend von Bedeutung | 09273815 |
| Direkt Bild zu diesem Denkmal hochladen | Chausseehaus | Zittauer Straße 19 (Karte)                          | Um 1830/1840                                                                                   | Eingeschossig mit Mittelrisalit und Walmdach, ortsgeschichtlich von Bedeutung | 09273928 |
| Weitere Bilder                          | Scheibemühle mit Mühlenwohnhaus, Nebengebäude und Fabrikgebäude | Zur Felsenmühle 2, 8 (Karte)                        | 18. Jahrhundert (Müllerwohnhaus); um 1900 (Fabrikgebäude)                                      | Baugeschichtlich und ortsgeschichtlich von Bedeutung | 09303814 |
| Direkt Bild zu diesem Denkmal hochladen | Wohnhaus (Umgebinde) | Zur Felsenmühle 3 (Karte)                           | Um 1800                                                                                        | Obergeschoss Fachwerk, baugeschichtlich von Bedeutung | 09273769 |
| Direkt Bild zu diesem Denkmal hochladen | Wohnhaus (Umgebinde) | Zur Felsenmühle 5 (Karte)                           | Um 1800                                                                                        | Eingeschossig, baugeschichtlich von Bedeutung | 09273770 |
| Weitere Bilder                          | Felsenmühle | Zur Felsenmühle 10 (Karte)                          | Um 1800, im Kern wohl älter                                                                    | Haus Obergeschoss Fachwerk teilweise verbrettert, baugeschichtlich und ortsgeschichtlich von Bedeutung | 09273765 |
| Weitere Bilder                          | Straßenbrücke über das Landwasser | Zur Felsenmühle 10 (neben) (Karte)                  | 1694                                                                                           | Einbogige Natursteinbrücke, baugeschichtlich und landschaftsbildprägend von Bedeutung | 09304229 |
| Weitere Bilder                          | Straßenbrücke über die Mandau | Zur Felsenmühle 10 (neben) (Karte)                  | Um 1850                                                                                        | Einbogige Natursteinbrücke, baugeschichtlich und landschaftsbildprägend von Bedeutung | 09304181 |

### Streichungen von der Denkmalliste (Mittelherwigsdorf)
| Bild                                    | Bezeichnung                         | Lage                             | Datierung           | Beschreibung | ID       |
| --------------------------------------- | ----------------------------------- | -------------------------------- | ------------------- | --- | -------- |
| Direkt Bild zu diesem Denkmal hochladen | Steindeckerbrücke über den Dorfbach | Hauptstraße (bei Nr. 14) (Karte) | 19. Jahrhundert     | Ortstypische Granitplattenbrücke, baugeschichtlich von Bedeutung; nach 2014 von der Denkmalliste gestrichen                                                                        | 09273840 |
| Direkt Bild zu diesem Denkmal hochladen | Wohnhaus eines Vierseithofes        | Straße der Pioniere 31 (Karte)   | Bezeichnet mit 1870 | Bemerkenswertes Beispiel für die „Versteinerungsphase“ großer Bauerngüter in der 2. Hälfte des 19. Jahrhunderts, baugeschichtlich von Bedeutung; zwischen 2014 und 2016 abgerissen | 09273851 |

## Eckartsberg
| Bild                                    | Bezeichnung | Lage                                            | Datierung | Beschreibung | ID       |
| --------------------------------------- | --- | ----------------------------------------------- | --- | --- | -------- |
| Direkt Bild zu diesem Denkmal hochladen | Eisenbahnbrücke der Strecke Görlitz–Zittau (Neißetalbahn)                                                                         | (nahe Dornspachstraße 51, Stadt Zittau) (Karte) | 2. Hälfte 19. Jahrhundert                                                                                                   | Einbogenbrücke, baugeschichtlich und verkehrsgeschichtlich von Bedeutung | 09271415 |
| Direkt Bild zu diesem Denkmal hochladen | Wohnhaus | Alte Gasse 2 (Karte)                            | 1867 (nach Auskunft) | Obergeschoss Fachwerk, baugeschichtlich von Bedeutung, durch Höhenlage wichtig für Ortsbild | 09271511 |
| Direkt Bild zu diesem Denkmal hochladen | Wohnhaus und angebaute Schmiede                                                                                                   | Bergstraße 1 (Karte)                            | 1. Hälfte 19. Jahrhundert                                                                                                   | Wohnhaus Obergeschoss Fachwerk, baugeschichtlich und ortsgeschichtlich von Bedeutung | 09271514 |
| Direkt Bild zu diesem Denkmal hochladen | Auszugshaus und Scheune eines Vierseithofes                                                                                       | Bergstraße 43 (Karte)                           | Nach 1837 | Auszugshaus Obergeschoss Fachwerk, ehemals mit Außentreppe, diese beseitigt, Fachwerkscheune mit wandhohem Kreuzstrebengefüge, baugeschichtlich und ortsbildprägend von Bedeutung                    | 09272116 |
| Direkt Bild zu diesem Denkmal hochladen | Wohnstallhaus eines Dreiseithofes                                                                                                 | Feldstraße 5 (Karte)                            | 1. Hälfte 19. Jahrhundert                                                                                                   | Obergeschoss Fachwerk, vermutlich Ausgedinge, baugeschichtlich von Bedeutung | 09271419 |
| Weitere Bilder                          | Vierseithof mit Wohnstallhaus, zwei Seitengebäuden und Scheune (Riedelsches Gut)                                                  | Feldstraße 7 (Karte)                            | Nach 1821 (Inschrifttafel)                                                                                                  | Östliches Seitengebäude Obergeschoss Fachwerk, baugeschichtlich und wirtschaftsgeschichtlich von Bedeutung                                                                                           | 09272120 |
| Direkt Bild zu diesem Denkmal hochladen | Villa, Villengarten mit altem Baumbestand, Einfriedung und Toreinfahrt                                                            | Geschwister-Scholl-Straße 17 (Karte)            | Um 1900 | Putzbau mit Mansardwalmdach, baugeschichtlich und landschaftsgestaltend von Bedeutung | 09271413 |
| Direkt Bild zu diesem Denkmal hochladen | Wohnstallhaus mit Oberlaube | Geschwister-Scholl-Straße 23, 25 (Karte)        | Bezeichnet mit 1796 | Obergeschoss Fachwerk, baugeschichtlich von Bedeutung | 09271416 |
| Direkt Bild zu diesem Denkmal hochladen | Wohnhaus | Geschwister-Scholl-Straße 24 (Karte)            | Um 1870 | Singuläres Beispiel einer massiven Überbauung eines Umgebindehauses unter Beibehaltung der Blockstube, baugeschichtlich von Bedeutung                                                                | 09271410 |
| Direkt Bild zu diesem Denkmal hochladen | Wohnhaus, ohne rechten Anbau | Geschwister-Scholl-Straße 26 (Karte)            | Um 1800 | Obergeschoss Fachwerk verbrettert, baugeschichtlich von Bedeutung | 09271409 |
|                                         | Villa mit Villengarten | Geschwister-Scholl-Straße 27 (Karte)            | 1906/07 | Villa des Architekten Hans Funke, Zittau, Reformstil mit Anklängen an den Heimatstil, baugeschichtlich und gartenkünstlerisch von Bedeutung                                                          | 09271408 |
| Direkt Bild zu diesem Denkmal hochladen | Fabrikantenvilla mit parkähnlichem Villengarten                                                                                   | Geschwister-Scholl-Straße 29 (Karte)            | Um 1930 | Villa bestehend aus zwei Gebäudeteilen, verbunden durch Pergola, baugeschichtlich und ortsgeschichtlich von Bedeutung                                                                                | 09271407 |
|                                         | Vierseithof mit Wohnstallhaus (Umgebinde), ein weiteres Wohnstallhaus, Seitengebäude, Scheune, Tor, Hofpflasterung und Wassertrog | Geschwister-Scholl-Straße 37 (Karte)            | Bezeichnet mit 1765 (Wohnstallhaus); 1. Hälfte 19. Jahrhundert (Wohnstallhaus); 19. Jahrhundert (Scheune und Seitengebäude) | Baugeschichtlich und wirtschaftsgeschichtlich von Bedeutung | 09271417 |
|                                         | Wohnhaus (ehemals Umgebinde) | Geschwister-Scholl-Straße 58 (Karte)            | 18. Jahrhundert | Obergeschoss Fachwerk, Ständerbau mit Kreuzstrebengefüge, baugeschichtlich und hausgeschichtlich von Bedeutung                                                                                       | 09271509 |
|                                         | Wohnstallhaus | Geschwister-Scholl-Straße 72 (Karte)            | 1. Hälfte 19. Jahrhundert                                                                                                   | Obergeschoss Fachwerk, baugeschichtlich von Bedeutung | 09271513 |
|                                         | Wohnhaus | Geschwister-Scholl-Straße 73 (Karte)            | Um 1800 | Obergeschoss Fachwerk, einst Schmiede, baugeschichtlich von Bedeutung | 09271507 |
|                                         | Wohnhaus | Geschwister-Scholl-Straße 75 (Karte)            | 1. Hälfte 19. Jahrhundert                                                                                                   | Obergeschoss Fachwerk, baugeschichtlich von Bedeutung | 09271508 |
|                                         | Wohnhaus | Geschwister-Scholl-Straße 79 (Karte)            | Um 1800 | Obergeschoss Fachwerk, baugeschichtlich und straßenbildprägend von Bedeutung | 09271510 |
| Direkt Bild zu diesem Denkmal hochladen | Wohnhaus (ehemals Umgebinde) | Löbauer Straße 5 (Karte)                        | 18. Jahrhundert | Obergeschoss Fachwerk, Ständerbau mit zum Teil sehr steilem Kreuzstrebengefüge, baugeschichtlich von Bedeutung                                                                                       | 09271516 |
| Direkt Bild zu diesem Denkmal hochladen | Wohnhaus (Umgebinde) | Löbauer Straße 6 (Karte)                        | 2. Hälfte 19. Jahrhundert                                                                                                   | Zusammen mit Löbauer Straße 21 eines der beiden erhaltenen Umgebindehäuser des Ortes, baugeschichtlich von Bedeutung                                                                                 | 09272113 |
| Direkt Bild zu diesem Denkmal hochladen | Wohnhaus (vermutlich ehemals Umgebinde)                                                                                           | Löbauer Straße 9 (Karte)                        | 18. Jahrhundert | Obergeschoss Fachwerk, Ständerbau mit Kreuzstrebengefüge, baugeschichtlich von Bedeutung | 09271515 |
| Direkt Bild zu diesem Denkmal hochladen | Wohnhaus (Umgebinde) | Löbauer Straße 21 (Karte)                       | Bezeichnet mit 1890 (Inschrifttafel)                                                                                        | Obergeschoss Fachwerk, zusammen mit Löbauer Straße 6 eines der beiden erhaltenen Umgebindehäuser des Ortes, eines der jüngsten Beispiele für die Umgebinde-Tradition, baugeschichtlich von Bedeutung | 09271517 |
| Direkt Bild zu diesem Denkmal hochladen | Wohnhaus (ehemals Umgebinde) | Radgendorfer Straße 1 (Karte)                   | Um 1800 | Obergeschoss Fachwerk, baugeschichtlich von Bedeutung | 09271411 |
| Direkt Bild zu diesem Denkmal hochladen | Wohnhaus | Zum Steinbruch 3 (Karte)                        | Um 1800 | Obergeschoss Fachwerk, baugeschichtlich von Bedeutung | 09272115 |
| Direkt Bild zu diesem Denkmal hochladen | Gasthaus (Schleekretscham) | Zum Steinbruch 12 (Karte)                       | Bezeichnet mit 1793 am Türstock                                                                                             | Breitgelagerter Putzbau, ohne rückwärtige Anbauten, baugeschichtlich und ortsgeschichtlich von Bedeutung                                                                                             | 09272114 |
| Direkt Bild zu diesem Denkmal hochladen | Wohnhaus als Rest eines großen Gutes über winkelförmigem Grundriss mit daran angebauten Stallgebäuden                             | Zur Sandgrube 12, 14, 16 (Karte)                | 18. Jahrhundert | Putzbauten mit Mansardwalmdächern, baugeschichtlich und wirtschaftsgeschichtlich von Bedeutung | 09271414 |

### Streichung von der Denkmalliste (Eckartsberg)
| Bild                                    | Bezeichnung   | Lage                                 | Datierung     | Beschreibung | ID       |
| --------------------------------------- | ------------- | ------------------------------------ | ------------- | --- | -------- |
| Direkt Bild zu diesem Denkmal hochladen | Wohnstallhaus | Geschwister-Scholl-Straße 76 (Karte) | 1548 (Dendro) | Obergeschoss Fachwerk, baugeschichtlich von Bedeutung, Langständergeschossbau. Das Haus wurde 2021 abgebaut und für einen späteren Wiederaufbau an einem noch nicht festgelegten Ort eingelagert. Bei der wissenschaftlichen Untersuchung wurde festgestellt, dass das Haus wesentlich früher errichtet wurde, als zuvor angenommen. Im Dachstuhl konnte das Baujahr 1548 ermittelt werden, spätere Umbauten erfolgten unter anderem 1705. Laut der Denkmalliste wurde zuvor von einer Errichtung in der ersten Hälfte des 19. Jahrhunderts ausgegangen. Das Haus dürfte damit das älteste erhaltene Fachwerkgebäude in der Oberlausitz sein, auch das Reiterhaus ist jünger. | 09272118 |

## Oberseifersdorf
| Bild                                    | Bezeichnung | Lage                                                                                                  | Datierung | Beschreibung | ID       |
| --------------------------------------- | --- | --- | --- | --- | -------- |
| Weitere Bilder                          | Sachgesamtheit Königlich-Sächsische Triangulierung („Europäische Gradmessung im Königreich Sachsen“); Station 40 Schanzberg | (Schanzberg, Flurstück 680) (Karte)                                                                   | Bezeichnet mit 1865 | Triangulationssäule; Station 2. Ordnung, technikgeschichtlich und vermessungsgeschichtlich von Bedeutung. Die Station liegt auf der höchsten Stelle des Schanzberges nordöstlich von Oberseifersdorf. Besitzer der Fläche war der Gutsbesitzer J. A. Krische aus diesem Ort, der ein Areal von 37 m² für 16 Mark zur Errichtung des Pfeilers verkaufte. Der Vertragsabschluss erfolgte am 7. Januar 1867. Es wurde eine Entschädigungssumme von 30 Mark gezahlt. Der Pfeiler ist noch in gutem Zustand. Von der Inschrift „Station/SCHANZBERG/der/.../Triangulirung/1865.“ wurden die Abkürzungen Kön. Sächs. herausgemeißelt. Auf der Deckfläche befinden sich drei Vertiefungen mit der Zentrumsvermarkung in der Mitte. Die Abdeckplatte liegt neben dem Pfeiler. Dieser ist von weitem nicht sichtbar und gegenwärtig schwer zugänglich, da die gesamte Bergkuppe von einer dichten Gebüschvegetation bestanden ist. Südöstlich vom Windrad erhebt sich über dem Plateau des Schanzberges die kleine Gipfelspitze. Auf der höchsten Stelle steht der Pfeiler, aber ein erkennbarer Zugang ist gegenwärtig nicht mehr vorhanden. | 09305029 |
| Direkt Bild zu diesem Denkmal hochladen | Wohnhaus (Umgebinde) | Am Büschel 5 (Karte)                                                                                  | Um 1800 | Obergeschoss Fachwerk verbrettert, Ständerbau, baugeschichtlich von Bedeutung | 09273415 |
| Direkt Bild zu diesem Denkmal hochladen | Wohnhaus (Umgebinde) | Am Büschel 7 (Karte)                                                                                  | Mitte 18. Jahrhundert | Doppelstubenhaus, Obergeschoss Fachwerk verkleidet, einfacher Ständerbau, baugeschichtlich von Bedeutung | 09273413 |
| Weitere Bilder                          | Kirche mit Kirchhof, alle alten Grabmale an der äußeren Kirchenwand, ein Grufthaus, Aufbahrungshalle, Denkmal für die Gefallenen des Ersten Weltkrieges und Einfriedungsmauer, Nebengebäude, Denkmal für die Gefallenen von 1870/71 und Friedenseiche mit Gedenkstein an die Völkerschlacht (Gartendenkmal) vor der Kirchhofsmauer | Am Eckartsbach (Karte)                                                                                | 1498 (Einzelfigur); 1717 (Kirche und Ausstattung); 1751 (Altar); 1753/1745 (Empore); 1895 (Kriegerdenkmal); 1913 (Gedenkstein und -baum); nach 1918 (Kriegerdenkmal); | Baugeschichtlich und ortsgeschichtlich von Bedeutung | 09273358 |
| Direkt Bild zu diesem Denkmal hochladen | Pfarrhof mit Pfarrhaus, Pfarrscheune, Nebengebäude, Pfarrgarten und Bruchsteinmauer | Am Eckartsbach 2 (Karte)                                                                              | 1780 (im Kern vermutlich älter, 1650) | Baugeschichtlich und ortsgeschichtlich von Bedeutung | 09273357 |
| Direkt Bild zu diesem Denkmal hochladen | Wohnhaus (ehemals Umgebinde) und Scheune | Am Eckartsbach 3 (Karte)                                                                              | Anfang 18. Jahrhundert | Wohnhaus Obergeschoss Fachwerk, baugeschichtlich und ortsbildprägend von Bedeutung, wichtig für Sichtbeziehung | 09273361 |
| Direkt Bild zu diesem Denkmal hochladen | Wohnhaus (Umgebinde) | Am Hang 1 (Karte)                                                                                     | Um 1800 | Obergeschoss Fachwerk, Ständerbau, baugeschichtlich von Bedeutung | 09273408 |
| Direkt Bild zu diesem Denkmal hochladen | Wohnhaus (Umgebinde) | Am Hang 4 (Karte)                                                                                     | Bezeichnet mit 1825 | Doppelstubenhaus, Obergeschoss Fachwerk, einfacher Ständerbau, baugeschichtlich von Bedeutung | 09273409 |
| Direkt Bild zu diesem Denkmal hochladen | Wohnhaus (Umgebinde) | Am Hang 9 (Karte)                                                                                     | Um 1800 | Obergeschoss Fachwerk, Ständerbau, baugeschichtlich von Bedeutung | 09273411 |
| Direkt Bild zu diesem Denkmal hochladen | Wohnhaus (Umgebinde) | Bachweg 1 (Karte)                                                                                     | 1. Hälfte 19. Jahrhundert | Doppelstubenhaus, Obergeschoss Fachwerk, einfacher Ständerbau, baugeschichtlich von Bedeutung | 09273301 |
| Direkt Bild zu diesem Denkmal hochladen | Wohnhaus | Bachweg 2 (Karte)                                                                                     | Mitte 19. Jahrhundert | Obergeschoss Fachwerk, baugeschichtlich von Bedeutung | 09273300 |
| Direkt Bild zu diesem Denkmal hochladen | Wohnhaus | Bachweg 5 (Karte)                                                                                     | 1. Hälfte 19. Jahrhundert | Obergeschoss Fachwerk, baugeschichtlich von Bedeutung | 09273299 |
| Direkt Bild zu diesem Denkmal hochladen | Wohnhaus (Umgebinde) | Bachweg 6 (Karte)                                                                                     | Ende 18. Jahrhundert | Obergeschoss Fachwerk, einfacher Ständerbau, baugeschichtlich von Bedeutung | 09273303 |
| Direkt Bild zu diesem Denkmal hochladen | Wohnstallhaus (Umgebinde) | Bachweg 8 (Karte)                                                                                     | Etwa um 1830, Seitenflügel etwas jünger | Obergeschoss Fachwerk, einfacher Ständerbau, baugeschichtlich von Bedeutung | 09273297 |
|                                         | Gasthaus Schiffner; Wohnhaus (Umgebinde) | Bachweg 9 (Karte)                                                                                     | 18. Jahrhundert | Doppelstubenhaus, Obergeschoss Fachwerk, baugeschichtlich von Bedeutung | 09273310 |
| Direkt Bild zu diesem Denkmal hochladen | Wohnhaus (Umgebinde) | Bachweg 13 (Karte)                                                                                    | Ende 18. Jahrhundert | Obergeschoss Fachwerk, einfacher Ständerbau, baugeschichtlich von Bedeutung | 09273311 |
| Direkt Bild zu diesem Denkmal hochladen | Wohnhaus | Bachweg 14 (Karte)                                                                                    | 1. Hälfte 19. Jahrhundert, später verändert | Obergeschoss Fachwerk, baugeschichtlich von Bedeutung | 09273312 |
| Direkt Bild zu diesem Denkmal hochladen | Wohnhaus (Umgebinde) | Bachweg 16 (Karte)                                                                                    | Vermutlich noch 18. Jahrhundert | Doppelstubenhaus, Obergeschoss Fachwerk, Ständerbau, baugeschichtlich von Bedeutung | 09273313 |
| Direkt Bild zu diesem Denkmal hochladen | Wohnhaus (Umgebinde) | Bachweg 17 (Karte)                                                                                    | Im Kern noch 18. Jahrhundert, später verändert | Doppelstubenhaus, Obergeschoss Fachwerk, einfacher Ständerbau, baugeschichtlich von Bedeutung | 09273314 |
| Direkt Bild zu diesem Denkmal hochladen | Wohnhaus (Umgebinde) | Bachweg 22 (Karte)                                                                                    | Mitte 18. Jahrhundert | Obergeschoss Fachwerk, eines der wenigen guterhaltenen Beispiele für engjochiges, „klassisches“ Kreuzstreben-Umgebinde, baugeschichtlich von Bedeutung | 09273347 |
| Direkt Bild zu diesem Denkmal hochladen | Wohnhaus (Umgebinde) | Bachweg 23 (Karte)                                                                                    | 1. Hälfte 18. Jahrhundert | Obergeschoss Fachwerk, Ständerbau mit Kreuzstreben, baugeschichtlich und hausgeschichtlich von Bedeutung | 09273346 |
| Direkt Bild zu diesem Denkmal hochladen | Wohnhaus (ehemals Umgebinde) | Bachweg 24 (Karte)                                                                                    | Frühes 19. Jahrhundert | Obergeschoss Fachwerk, baugeschichtlich von Bedeutung | 09273345 |
| Direkt Bild zu diesem Denkmal hochladen | Wohnhaus (Umgebinde) | Bachweg 25 (Karte)                                                                                    | Mitte 18. Jahrhundert | Obergeschoss Fachwerk, Ständerbau mit Kreuzstreben, baugeschichtlich und hausgeschichtlich von Bedeutung | 09273344 |
| Direkt Bild zu diesem Denkmal hochladen | Wohnstallhaus (Umgebinde) und Scheune | Bachweg 26 (Karte)                                                                                    | Um 1800 | Wohnhaus Obergeschoss Fachwerk, Scheune Fachwerk, baugeschichtlich und ortsbildprägend von Bedeutung | 09273343 |
| Direkt Bild zu diesem Denkmal hochladen | Wohnstallhaus (Umgebinde) eines Parallelhofes | Bachweg 27 (Karte)                                                                                    | Ende 17. Jahrhundert, später mehrfach verändert | Obergeschoss Fachwerk, einfacher Ständerbau, baugeschichtlich von Bedeutung | 09273342 |
| Direkt Bild zu diesem Denkmal hochladen | Wohnhaus (Umgebinde) | Bachweg 28 (Karte)                                                                                    | Ende 18. Jahrhundert | Obergeschoss Fachwerk, einfacher Ständerbau, baugeschichtlich von Bedeutung | 09273341 |
| Direkt Bild zu diesem Denkmal hochladen | Wohnhaus (Umgebinde) | Bachweg 30 (Karte)                                                                                    | Um 1800 | Obergeschoss Fachwerk, einfacher Ständerbau, baugeschichtlich von Bedeutung | 09273340 |
| Direkt Bild zu diesem Denkmal hochladen | Wohnhaus (Umgebinde) | Bachweg 32 (Karte)                                                                                    | Vermutlich noch 18. Jahrhundert | Obergeschoss Fachwerk, Ständerbau mit Rähmbau-Elementen, baugeschichtlich von Bedeutung | 09273339 |
| Direkt Bild zu diesem Denkmal hochladen | Wohnhaus (Umgebinde) | Bachweg 34 (Karte)                                                                                    | Um 1800 | Obergeschoss Fachwerk, einfacher Ständerbau, baugeschichtlich von Bedeutung | 09273338 |
| Direkt Bild zu diesem Denkmal hochladen | Wohnhaus (Umgebinde) | Bachweg 35 (Karte)                                                                                    | Frühes 19. Jahrhundert | Doppelstubenhaus, Obergeschoss Fachwerk, einfacher Ständerbau, baugeschichtlich von Bedeutung | 09273337 |
| Direkt Bild zu diesem Denkmal hochladen | Wohnhaus (Umgebinde) | Bachweg 36 (Karte)                                                                                    | Mitte 18. Jahrhundert, später verändert | Doppelstubenhaus, Obergeschoss Fachwerk, Ständerbau, baugeschichtlich von Bedeutung | 09273336 |
| Direkt Bild zu diesem Denkmal hochladen | Wohnhaus (Umgebinde) | Bachweg 39 (Karte)                                                                                    | Um 1800 | Doppelstubenhaus, Obergeschoss Fachwerk, einfacher Ständerbau, baugeschichtlich von Bedeutung | 09273335 |
| Weitere Bilder                          | Wohnhaus (Umgebinde) | Bachweg 40 (Karte)                                                                                    | Nach 1700, eventuell später leicht verändert | Obergeschoss Fachwerk, links einfacher Ständerbau, rechte Hälfte mit Seitenflügel Rähmbau, seltene Konstruktion, baugeschichtlich und zusammen mit Nr. 41 platzbildprägend von Bedeutung | 09273334 |
|                                         | Wohnhaus (Umgebinde) | Bachweg 41 (Karte)                                                                                    | Bezeichnet mit 1865, im Kern vermutlich älter | Obergeschoss Fachwerk, baugeschichtlich und zusammen mit Nr. 40 platzbildprägend von Bedeutung | 09273333 |
| Direkt Bild zu diesem Denkmal hochladen | Wohnstallhaus (Umgebinde) eines Dreiseithofes | Feldweg 6 (Karte)                                                                                     | Um 1800 | Obergeschoss Fachwerk, baugeschichtlich von Bedeutung | 09273414 |
| Direkt Bild zu diesem Denkmal hochladen | Steindeckerbrücke | Hauptstraße (in Richtung Am Hang 1) (Karte)                                                           | 19. Jahrhundert | Ortstypische Granitplattenbrücke, baugeschichtlich von Bedeutung | 09273407 |
|                                         | Wohnhaus (Umgebinde) | Hauptstraße 11 (Karte)                                                                                | Ende 18. Jahrhundert | Doppelstubenhaus, Obergeschoss Fachwerk, baugeschichtlich von Bedeutung | 09273302 |
| Direkt Bild zu diesem Denkmal hochladen | Wohnhaus (Umgebinde) | Hauptstraße 12 (Karte)                                                                                | Mitte 19. Jahrhundert | Doppelstubenhaus, Obergeschoss Fachwerk, einfacher Ständerbau, baugeschichtlich von Bedeutung | 09273304 |
|                                         | Wohnhaus (Umgebinde) | Hauptstraße 13 (Karte)                                                                                | Im Kern vermutlich noch 18. Jahrhundert | Obergeschoss Fachwerk, baugeschichtlich von Bedeutung | 09273305 |
| Direkt Bild zu diesem Denkmal hochladen | Wohnhaus (Umgebinde) mit Ladenanbau | Hauptstraße 16 (Karte)                                                                                | Frühes 19. Jahrhundert | Obergeschoss Fachwerk, baugeschichtlich von Bedeutung | 09273306 |
| Direkt Bild zu diesem Denkmal hochladen | Wohnhaus (Umgebinde) | Hauptstraße 17 (Karte)                                                                                | 1. Hälfte 19. Jahrhundert | Doppelstubenhaus, Obergeschoss Fachwerk, baugeschichtlich von Bedeutung | 09273307 |
| Direkt Bild zu diesem Denkmal hochladen | Wohnhaus (Umgebinde) | Hauptstraße 18 (Karte)                                                                                | Um 1800 | Doppelstubenhaus, Obergeschoss Fachwerk, einfacher Ständerbau, baugeschichtlich von Bedeutung | 09273308 |
| Direkt Bild zu diesem Denkmal hochladen | Wohnhaus (wohl ehemals Umgebinde) | Hauptstraße 19 (Karte)                                                                                | Etwa Ende 18. Jahrhundert | Obergeschoss Fachwerk, baugeschichtlich von Bedeutung | 09273309 |
|                                         | Wohnhaus (Umgebinde) | Hauptstraße 22 (Karte)                                                                                | Etwa um 1820 | Doppelstubenhaus, Obergeschoss Fachwerk, einfacher Ständerbau, baugeschichtlich von Bedeutung | 09273318 |
| Direkt Bild zu diesem Denkmal hochladen | Wohnhaus (Umgebinde) | Hauptstraße 23 (Karte)                                                                                | 1. Hälfte 19. Jahrhundert | Eingeschossig, baugeschichtlich und sozialgeschichtlich von Bedeutung | 09273319 |
| Direkt Bild zu diesem Denkmal hochladen | Wohnhaus (Umgebinde) | Hauptstraße 26 (Karte)                                                                                | 1. Hälfte 19. Jahrhundert | Doppelstubenhaus, Obergeschoss Fachwerk, einfacher Ständerbau, baugeschichtlich von Bedeutung | 09273320 |
| Direkt Bild zu diesem Denkmal hochladen | Wohnhaus (Umgebinde) | Hauptstraße 27 (Karte)                                                                                | Im Kern eventuell Mitte 18. Jahrhundert, später verändert | Vermutlich ehemalige Faktorei, Obergeschoss Fachwerk, baugeschichtlich von Bedeutung | 09273321 |
| Direkt Bild zu diesem Denkmal hochladen | Wohnhaus (Umgebinde) | Hauptstraße 31 (Karte)                                                                                | Frühes 19. Jahrhundert | Obergeschoss Fachwerk, einfacher Ständerbau ohne Zwischensäulen, baugeschichtlich von Bedeutung | 09273322 |
| Direkt Bild zu diesem Denkmal hochladen | Wohnhaus (Umgebinde) | Hauptstraße 36 (Karte)                                                                                | Vermutlich Ende 18. Jahrhundert | Doppelstubenhaus, Obergeschoss Fachwerk, baugeschichtlich von Bedeutung | 09273323 |
| Direkt Bild zu diesem Denkmal hochladen | Wohnhaus (Umgebinde) | Hauptstraße 37 (Karte)                                                                                | Um 1800 | Doppelstubenhaus, Obergeschoss Fachwerk, einfacher Ständerbau, baugeschichtlich von Bedeutung | 09273326 |
| Direkt Bild zu diesem Denkmal hochladen | Wohnhaus (Umgebinde) | Hauptstraße 39 (Karte)                                                                                | 1623 (im Kern), später verändert | Obergeschoss Fachwerk, baugeschichtlich von Bedeutung | 09273324 |
| Direkt Bild zu diesem Denkmal hochladen | Wohnhaus (Umgebinde) | Hauptstraße 40 (Karte)                                                                                | 1623 (im Kern), später verändert | Obergeschoss Fachwerk, einfacher Ständerbau, baugeschichtlich von Bedeutung | 09273325 |
| Direkt Bild zu diesem Denkmal hochladen | Wohnhaus (Umgebinde) | Hauptstraße 42 (Karte)                                                                                | Etwa um 1800 | Obergeschoss Fachwerk, baugeschichtlich von Bedeutung | 09273327 |
| Direkt Bild zu diesem Denkmal hochladen | Wohnhaus (Umgebinde) | Hauptstraße 43 (Karte)                                                                                | Frühes 19. Jahrhundert | Doppelstubenhaus, Obergeschoss Fachwerk, einfacher Ständerbau, baugeschichtlich von Bedeutung | 09273328 |
| Direkt Bild zu diesem Denkmal hochladen | Wohnhaus (Umgebinde) | Hauptstraße 44 (Karte)                                                                                | Vermutlich noch 18. Jahrhundert | Doppelstubenhaus, Obergeschoss Fachwerk, einfacher Ständerbau, baugeschichtlich von Bedeutung | 09273329 |
| Direkt Bild zu diesem Denkmal hochladen | Wohnhaus (Umgebinde) | Hauptstraße 47 (Karte)                                                                                | Vermutlich 17. /18. Jahrhundert, später verändert | Doppelstubenhaus, Obergeschoss Fachwerk, einfacher Ständerbau, baugeschichtlich von Bedeutung | 09273330 |
|                                         | Wohnhaus (Umgebinde) | Hauptstraße 48 (Karte)                                                                                | Um 1800, wohl später verändert | Obergeschoss Fachwerk, baugeschichtlich von Bedeutung | 09273331 |
|                                         | Wohnhaus (Umgebinde) | Hauptstraße 49 (Karte)                                                                                | Um 1800 | Obergeschoss Fachwerk, einfacher Ständerbau, baugeschichtlich von Bedeutung | 09273332 |
| Direkt Bild zu diesem Denkmal hochladen | Vierseithof mit Wohnhaus, zwei Seitengebäuden Scheune und vorgelagerter Stützmauer | Hauptstraße 51 (Karte)                                                                                | Bezeichnet mit 1864 | Baugeschichtlich und wirtschaftsgeschichtlich von Bedeutung | 09273353 |
|                                         | Wohnhaus (Umgebinde) | Hauptstraße 52 (Karte)                                                                                | Ende 18. Jahrhundert | Obergeschoss Fachwerk, einfacher Ständerbau, baugeschichtlich von Bedeutung | 09273352 |
| Direkt Bild zu diesem Denkmal hochladen | Wohnhaus (Umgebinde) | Hauptstraße 54 (Karte)                                                                                | 2. Hälfte 18. Jahrhundert | Obergeschoss Fachwerk, baugeschichtlich von Bedeutung | 09273354 |
| Direkt Bild zu diesem Denkmal hochladen | Wohnhaus (Umgebinde) | Hauptstraße 55 (Karte)                                                                                | Ende 18. Jahrhundert | Obergeschoss Fachwerk, einfacher Ständerbau, baugeschichtlich von Bedeutung | 09273355 |
| Direkt Bild zu diesem Denkmal hochladen | Kirchschule | Hauptstraße 59 (Karte)                                                                                | 1826 | Sechsachsiger Bau mit sandsteinernen Fensterfaschen, profiliertes Granitportal mit Korbbogen, baugeschichtlich und ortsgeschichtlich von Bedeutung | 09273356 |
| Direkt Bild zu diesem Denkmal hochladen | Wohnhaus (Umgebinde) | Hauptstraße 63 (Karte)                                                                                | 2. Hälfte 18. Jahrhundert | Doppelstubenhaus, Obergeschoss Fachwerk, einfacher Ständerbau, baugeschichtlich von Bedeutung | 09273364 |
| Direkt Bild zu diesem Denkmal hochladen | Wohnhaus (Umgebinde) | Hauptstraße 64 (Karte)                                                                                | 2. Hälfte 18. Jahrhundert | Obergeschoss Fachwerk verbrettert, Ständerbau, baugeschichtlich von Bedeutung | 09273363 |
| Direkt Bild zu diesem Denkmal hochladen | Wohnhaus (Umgebinde) | Hauptstraße 65 (Karte)                                                                                | 18. Jahrhundert | Umgebinde und Fachwerk nur am Giebel erhalten, baugeschichtlich von Bedeutung | 09273362 |
| Direkt Bild zu diesem Denkmal hochladen | Wohnhaus (Umgebinde) | Hauptstraße 69 (Karte)                                                                                | 2. Hälfte 18. Jahrhundert | Doppelstubenhaus, Obergeschoss Fachwerk verbrettert, Ständerbau, baugeschichtlich von Bedeutung | 09273365 |
| Direkt Bild zu diesem Denkmal hochladen | Wohnhaus (Umgebinde) | Hauptstraße 70 (Karte)                                                                                | 2. Hälfte 18. Jahrhundert | Obergeschoss Fachwerk verbrettert, Ständerbau, baugeschichtlich von Bedeutung | 09273366 |
| Direkt Bild zu diesem Denkmal hochladen | Wohnhaus (Umgebinde) | Hauptstraße 71 (Karte)                                                                                | Um 1800 | Doppelstubenhaus, Obergeschoss Fachwerk, einfacher Ständerbau, baugeschichtlich von Bedeutung | 09273387 |
| Direkt Bild zu diesem Denkmal hochladen | Wohnhaus (Umgebinde) | Hauptstraße 73 (Karte)                                                                                | Vermutlich noch 18. Jahrhundert | Obergeschoss Fachwerk, einfacher Ständerbau, baugeschichtlich von Bedeutung | 09273386 |
| Direkt Bild zu diesem Denkmal hochladen | Wohnhaus (Umgebinde) | Hauptstraße 74 (Karte)                                                                                | Etwa 2. Hälfte 18. Jahrhundert | Obergeschoss Fachwerk, einfacher Ständerbau, baugeschichtlich von Bedeutung | 09273385 |
| Direkt Bild zu diesem Denkmal hochladen | Wohnhaus (Umgebinde) | Hauptstraße 76 (Karte)                                                                                | Vermutlich noch 18. Jahrhundert | Doppelstubenhaus, Obergeschoss Fachwerk verbrettert, Ständerbau, baugeschichtlich von Bedeutung | 09273384 |
| Direkt Bild zu diesem Denkmal hochladen | Wohnhaus (Umgebinde) | Hauptstraße 84 (Karte)                                                                                | 18. Jahrhundert | Doppelstubenhaus, Obergeschoss Fachwerk, Ständerbau mit Kreuzstreben, baugeschichtlich und hausgeschichtlich von Bedeutung | 09273383 |
| Direkt Bild zu diesem Denkmal hochladen | Wohnhaus (Umgebinde) | Hauptstraße 85 (Karte)                                                                                | Etwa 2. Hälfte 18. Jahrhundert | Doppelstubenhaus, Obergeschoss Fachwerk, einfacher Ständerbau, baugeschichtlich von Bedeutung | 09273382 |
| Direkt Bild zu diesem Denkmal hochladen | Wohnhaus (Umgebinde) | Hauptstraße 87 (Karte)                                                                                | Im Kern vermutlich noch Ende 18. Jahrhundert | Doppelstubenhaus, Obergeschoss Fachwerk verkleidet, baugeschichtlich von Bedeutung | 09273381 |
| Direkt Bild zu diesem Denkmal hochladen | Wohnhaus (Umgebinde) | Hauptstraße 88 (Karte)                                                                                | 1. Hälfte 18. Jahrhundert | Obergeschoss Fachwerk, Ständerbau mit Kreuzstreben, baugeschichtlich und hausgeschichtlich von Bedeutung | 09273380 |
| Direkt Bild zu diesem Denkmal hochladen | Wohnhaus (Umgebinde) | Hauptstraße 91 (Karte)                                                                                | Mitte 19. Jahrhundert | Obergeschoss Fachwerk, einfacher Ständerbau, baugeschichtlich von Bedeutung | 09273389 |
| Direkt Bild zu diesem Denkmal hochladen | Wohnhaus (Umgebinde) | Hauptstraße 92 (Karte)                                                                                | Um 1800 | Obergeschoss Fachwerk, baugeschichtlich von Bedeutung | 09273390 |
| Direkt Bild zu diesem Denkmal hochladen | Wohnhaus (Umgebinde) mit Stützmauern | Hauptstraße 93 (Karte)                                                                                | Um 1800 | Obergeschoss Fachwerk, Ständerbau, baugeschichtlich von Bedeutung | 09273391 |
| Direkt Bild zu diesem Denkmal hochladen | Gasthof Zur Linde (ehemals Umgebinde) | Hauptstraße 97 (Karte)                                                                                | 18. Jahrhundert | Obergeschoss Fachwerk, baugeschichtlich und ortsgeschichtlich von Bedeutung | 09273397 |
| Direkt Bild zu diesem Denkmal hochladen | Wohnhaus (Umgebinde) | Hauptstraße 98 (Karte)                                                                                | Um 1800 | Obergeschoss Fachwerk, Ständerbau, baugeschichtlich von Bedeutung | 09273398 |
| Direkt Bild zu diesem Denkmal hochladen | Wohnhaus (Umgebinde) | Hauptstraße 99 (Karte)                                                                                | Um 1800 | Obergeschoss Fachwerk, Ständerbau, baugeschichtlich von Bedeutung | 09273399 |
| Direkt Bild zu diesem Denkmal hochladen | Wohnhaus (Umgebinde) | Hauptstraße 101 (Karte)                                                                               | Anfang 19. Jahrhundert | Obergeschoss Fachwerk, baugeschichtlich von Bedeutung | 09273400 |
| Direkt Bild zu diesem Denkmal hochladen | Wohnhaus (Umgebinde) | Hauptstraße 103 (Karte)                                                                               | Um 1800 | Obergeschoss Fachwerk, Ständerbau, baugeschichtlich von Bedeutung | 09273401 |
| Direkt Bild zu diesem Denkmal hochladen | Wohnhaus (Umgebinde) | Hauptstraße 104 (Karte)                                                                               | Um 1800 | Doppelstubenhaus, Obergeschoss Fachwerk, baugeschichtlich von Bedeutung | 09273402 |
| Direkt Bild zu diesem Denkmal hochladen | Wohnhaus (ehemals Umgebinde) | Hauptstraße 105 (Karte)                                                                               | 18. Jahrhundert | Obergeschoss Kreuzstrebenfachwerk, baugeschichtlich von Bedeutung | 09273403 |
| Direkt Bild zu diesem Denkmal hochladen | Wohnhaus (Umgebinde) und Stützmauer | Hauptstraße 107 (Karte)                                                                               | Um 1800 | Obergeschoss Fachwerk, baugeschichtlich von Bedeutung | 09273404 |
| Direkt Bild zu diesem Denkmal hochladen | Wohnhaus (Umgebinde) und Stützmauer | Hauptstraße 108 (Karte)                                                                               | Um 1800 | Obergeschoss Fachwerk, Ständerbau, baugeschichtlich von Bedeutung | 09273405 |
| Direkt Bild zu diesem Denkmal hochladen | Wohnhaus (ehemals Umgebinde) | Hauptstraße 111 (Karte)                                                                               | Anfang 18. Jahrhundert | Eingeschossig mit Drempel, baugeschichtlich und sozialgeschichtlich von Bedeutung | 09273410 |
| Direkt Bild zu diesem Denkmal hochladen | Wohnstallhaus (Umgebinde) und Scheune | Hauptstraße 114 (Karte)                                                                               | 2. Hälfte 18. Jahrhundert | Wohnhaus Obergeschoss Kreuzstrebenfachwerk, einfacher Ständerbau, Scheune Fachwerk, baugeschichtlich und wirtschaftsgeschichtlich von Bedeutung | 09273406 |
| Direkt Bild zu diesem Denkmal hochladen | Wohnhaus (ehemals Umgebinde) | Hauptstraße 117 (Karte)                                                                               | Anfang 18. Jahrhundert | Obergeschoss Fachwerk, baugeschichtlich von Bedeutung | 09273412 |
| Weitere Bilder                          | Wohnhaus (Umgebinde) | Hinterer Weg 1 (Karte)                                                                                | Ende 18. Jahrhundert | Obergeschoss Fachwerk, einfacher Ständerbau, baugeschichtlich von Bedeutung | 09273348 |
| Direkt Bild zu diesem Denkmal hochladen | Wohnhaus (Umgebinde) | Hinterer Weg 8 (Karte)                                                                                | Um 1800 | Obergeschoss Fachwerk, einfacher Ständerbau, baugeschichtlich von Bedeutung | 09273367 |
| Direkt Bild zu diesem Denkmal hochladen | Wohnhaus (ehemals Umgebinde) | Kleine Seite 1 (Karte)                                                                                | Um 1800 | Obergeschoss Fachwerk, einfacher Ständerbau, baugeschichtlich von Bedeutung | 09273316 |
| Direkt Bild zu diesem Denkmal hochladen | Wohnhaus (ehemals Umgebinde) | Kleine Seite 3 (Karte)                                                                                | 18. Jahrhundert | Obergeschoss Fachwerk, baugeschichtlich von Bedeutung | 09273317 |
|                                         | Steinkreuz | Löbauer Straße (westlich vom Ort, östlich an der B178 nach Zittau, südlich vom Windmühlengut) (Karte) | 16./17. Jahrhundert | Sühnezeichen, ortsgeschichtlich von Bedeutung | 09273417 |
| Weitere Bilder                          | Bockwindmühle (Donix-Windmühle), Müllerwohnhaus (Umgebinde) und Nebengebäude (Scheune und Schrotmühle) | Löbauer Straße 1 (Karte)                                                                              | Im Kern 1787/1789 | Baugeschichtlich, ortsgeschichtlich und technikgeschichtlich von Bedeutung | 09273416 |
| Direkt Bild zu diesem Denkmal hochladen | Wohnstallhaus (Umgebinde) | Löbauer Straße 7 (Karte)                                                                              | Frühes 19. Jahrhundert | Obergeschoss Fachwerk verbrettert, baugeschichtlich von Bedeutung | 09273294 |
| Direkt Bild zu diesem Denkmal hochladen | Wohnhaus | Mittelweg 1 (Karte)                                                                                   | Im Kern um 1800 | Obergeschoss Fachwerk, baugeschichtlich von Bedeutung | 09273368 |
|                                         | Wohnhaus (Umgebinde) | Mittelweg 6 (Karte)                                                                                   | Ende 18. Jahrhundert | Doppelstubenhaus, Obergeschoss Fachwerk, einfacher Ständerbau, baugeschichtlich von Bedeutung | 09273372 |
| Direkt Bild zu diesem Denkmal hochladen | Wohnhaus (Umgebinde) | Mittelweg 7 (Karte)                                                                                   | 1. Hälfte 19. Jahrhundert | Obergeschoss Fachwerk, baugeschichtlich von Bedeutung | 09273373 |
| Direkt Bild zu diesem Denkmal hochladen | Wohnhaus (Umgebinde) | Mittelweg 8 (Karte)                                                                                   | 18. Jahrhundert | Obergeschoss Fachwerk, einfacher Ständerbau, baugeschichtlich von Bedeutung | 09273374 |
|                                         | Wohnhaus (Umgebinde) | Mittelweg 10 (Karte)                                                                                  | Mitte 18. Jahrhundert | Doppelstubenhaus, Obergeschoss Fachwerk, einfacher Ständerbau, baugeschichtlich von Bedeutung | 09273375 |
| Direkt Bild zu diesem Denkmal hochladen | Wohnhaus | Mittelweg 11 (Karte)                                                                                  | Bezeichnet mit 1863 | Obergeschoss Fachwerk, baugeschichtlich von Bedeutung | 09273388 |
| Direkt Bild zu diesem Denkmal hochladen | Wohnhaus (Umgebinde) | Mittelweg 12 (Karte)                                                                                  | Mitte 18. Jahrhundert | Doppelstubenhaus, Obergeschoss Fachwerk, einfacher Ständerbau, baugeschichtlich und ortsbildprägend von Bedeutung | 09273376 |
| Direkt Bild zu diesem Denkmal hochladen | Wohnhaus (Umgebinde) | Mittelweg 13 (Karte)                                                                                  | Ende 18. Jahrhundert | Obergeschoss Fachwerk, einfacher Ständerbau, Holzstürstock mit reichen Verzierungen, baugeschichtlich und ortsbildprägend von Bedeutung | 09273378 |
|                                         | Wohnhaus (Umgebinde) | Mittelweg 14 (Karte)                                                                                  | Um 1800 | Doppelstubenhaus, Obergeschoss Fachwerk, einfacher Ständerbau, baugeschichtlich und ortsbildprägend von Bedeutung | 09273379 |
| Direkt Bild zu diesem Denkmal hochladen | Bauernhaus eines Zweiseithofes | Quersteg 2 (Karte)                                                                                    | Um 1850 | Obergeschoss Fachwerk, baugeschichtlich von Bedeutung | 09273369 |
| Direkt Bild zu diesem Denkmal hochladen | Wohnhaus (Umgebinde) | Quersteg 5 (Karte)                                                                                    | Um 1800 | Obergeschoss Fachwerk, einfacher Ständerbau, baugeschichtlich und ortsbildprägend von Bedeutung | 09273370 |
| Direkt Bild zu diesem Denkmal hochladen | Wohnhaus (Umgebinde) | Quersteg 6 (Karte)                                                                                    | Mitte 19. Jahrhundert | Obergeschoss Fachwerk verkleidet, baugeschichtlich von Bedeutung | 09273371 |
| Direkt Bild zu diesem Denkmal hochladen | Wohnhaus (Umgebinde) | Quersteg 12 (Karte)                                                                                   | Um 1800 | Doppelstubenhaus, Obergeschoss Fachwerk verbrettert, baugeschichtlich von Bedeutung | 09273393 |
| Direkt Bild zu diesem Denkmal hochladen | Wohnhaus (Umgebinde) | Schmale Gasse 1 (Karte)                                                                               | Anfang 18. Jahrhundert | Eingeschossiges Doppelstubenhaus, baugeschichtlich und sozialgeschichtlich von Bedeutung | 09273392 |
| Direkt Bild zu diesem Denkmal hochladen | Wohnhaus (Umgebinde) | Schmale Gasse 2 (Karte)                                                                               | 18. Jahrhundert | Obergeschoss Fachwerk, baugeschichtlich von Bedeutung | 09273394 |
| Direkt Bild zu diesem Denkmal hochladen | Wohnhaus (Umgebinde) | Schmale Gasse 4 (Karte)                                                                               | Um 1800 | Obergeschoss Fachwerk, einfacher Ständerbau, baugeschichtlich und ortsbildprägend von Bedeutung | 09273395 |
| Direkt Bild zu diesem Denkmal hochladen | Wohnhaus (Umgebinde) | Viebig 3 (Karte)                                                                                      | Bezeichnet mit 1826 | Doppelstubenhaus, Obergeschoss Kreuzstrebenfachwerk, baugeschichtlich von Bedeutung, bezeichnet mit 1826 (nach vorhandener Urkunde, die vom Kloster Marienthal ausgestellt wurde) | 09273295 |
|                                         | Wohnhaus (Umgebinde) | Viebig 4 (Karte)                                                                                      | Frühes 19. Jahrhundert | Obergeschoss Fachwerk verbrettert, einfacher Ständerbau, baugeschichtlich von Bedeutung | 09273296 |
| Direkt Bild zu diesem Denkmal hochladen | Villa | Willi-Gall-Straße 1 (Karte)                                                                           | Um 1910 | Im späten Historismus mit Fachwerkgiebel errichtet, baugeschichtlich von Bedeutung | 09273350 |
| Direkt Bild zu diesem Denkmal hochladen | Landhaus Bertha; Wohnhaus (Umgebinde) | Willi-Gall-Straße 2 (Karte)                                                                           | 2. Hälfte 18. Jahrhundert | Doppelstubenhaus, Obergeschoss Fachwerk, baugeschichtlich von Bedeutung | 09273351 |
| Direkt Bild zu diesem Denkmal hochladen | Wohnhaus (Umgebinde) | Willi-Gall-Straße 4 (Karte)                                                                           | Mitte 18. Jahrhundert | Obergeschoss Fachwerk, einfacher Ständerbau, baugeschichtlich von Bedeutung | 09273349 |

### Streichung von der Denkmalliste (Oberseifersdorf)
| Bild                                    | Bezeichnung                   | Lage                           | Datierung       | Beschreibung                                                              | ID       |
| --------------------------------------- | ----------------------------- | ------------------------------ | --------------- | ------------------------------------------------------------------------- | -------- |
| Direkt Bild zu diesem Denkmal hochladen | Bogenbrücke über den Dorfbach | Mittelweg (bei Nr. 12) (Karte) | 19. Jahrhundert | Baugeschichtlich von Bedeutung; nach 2014 von der Denkmalliste gestrichen | 09273377 |

## Radgendorf
| Bild                                    | Bezeichnung | Lage                         | Datierung                                                                                   | Beschreibung | ID       |
| --------------------------------------- | --- | ---------------------------- | ------------------------------------------------------------------------------------------- | --- | -------- |
| Direkt Bild zu diesem Denkmal hochladen | Wohnstallhaus mit Vorlaube, Seitengebäude mit Oberlaube und angebautem Schuppen, zwei Scheunen, Toreinfahrt mit Torsäulen und Einfriedungsmauer eines Vierseithofes | Radgendorfer Ring 1 (Karte)  | 18. Jahrhundert (Schuppen); um 1800 (Wohnstallhaus); frühes 19. Jahrhundert (Seitengebäude) | Wohnstallhaus Obergeschoss Fachwerk, Schuppen mit Kreuzstrebengefüge singuläre Erscheinung, baugeschichtlich, wirtschaftsgeschichtlich und ortsbildprägend von Bedeutung | 09272125 |
| Direkt Bild zu diesem Denkmal hochladen | Wohnhaus (Umgebinde) | Radgendorfer Ring 5 (Karte)  | Ende 18. Jahrhundert                                                                        | Obergeschoss Fachwerk, einfacher Ständerbau, baugeschichtlich und ortsbildprägend von Bedeutung                                                                          | 09272126 |
| Direkt Bild zu diesem Denkmal hochladen | Wohnhaus (Umgebinde) | Radgendorfer Ring 13 (Karte) | Um 1800 (im Kern wohl älter)                                                                | Obergeschoss Fachwerk verschalt, baugeschichtlich von Bedeutung | 09272127 |
|                                         | Wohnhaus (Umgebinde) | Radgendorfer Ring 22 (Karte) | 2. Hälfte 18. Jahrhundert                                                                   | Obergeschoss Fachwerk, Ständerbau mit Kreuzstreben, baugeschichtlich von Bedeutung                                                                                       | 09272123 |
|                                         | Wohnhaus (Umgebinde) | Radgendorfer Ring 23 (Karte) | Ende 18. Jahrhundert                                                                        | Doppelstubenhaus, Obergeschoss Fachwerk, einfacher Ständerbau, baugeschichtlich und ortsgeschichtlich von Bedeutung                                                      | 09272124 |
| Direkt Bild zu diesem Denkmal hochladen | Seitengebäude mit Oberlaube sowie Türstock des Wohnstallhauses eines Bauernhofes                                                                                    | Radgendorfer Ring 27 (Karte) | Um 1800                                                                                     | Baugeschichtlich von Bedeutung | 09272121 |
|                                         | Wohnhaus (Umgebinde) | Radgendorfer Ring 30 (Karte) | 1. Hälfte 19. Jahrhundert                                                                   | Symmetrisches Doppelstubenhaus, Obergeschoss Fachwerk, einfacher Ständerbau, baugeschichtlich und ortsbildprägend von Bedeutung                                          | 09272122 |
| Direkt Bild zu diesem Denkmal hochladen | Wohnhaus (Umgebinde) | Radgendorfer Ring 32 (Karte) | 18. Jahrhundert                                                                             | Obergeschoss Fachwerk, teils Andreaskreuze, teils verputzt, baugeschichtlich von Bedeutung                                                                               | 09271240 |
| Direkt Bild zu diesem Denkmal hochladen | Wohnhaus (Umgebinde) | Radgendorfer Ring 33 (Karte) | 2. Hälfte 18. Jahrhundert                                                                   | Obergeschoss Fachwerk, baugeschichtlich und ortsbildprägend von Bedeutung                                                                                                | 09272129 |

## Tabellenlegende
- Bild: Bild des Kulturdenkmals, ggf. zusätzlich mit einem Link zu weiteren Fotos des Kulturdenkmals im Medienarchiv Wikimedia Commons. Wenn man auf das Kamerasymbol klickt, können Fotos zu Kulturdenkmalen aus dieser Liste hochgeladen werden:
- Bezeichnung: Denkmalgeschützte Objekte und ggf. Bauwerksname des Kulturdenkmals
- Lage: Straßenname und Hausnummer oder Flurstücknummer des Kulturdenkmals. Die Grundsortierung der Liste erfolgt nach dieser Adresse. Der Link (Karte) führt zu verschiedenen Kartendiensten mit der Position des Kulturdenkmals. Fehlt dieser Link, wurden die Koordinaten noch nicht eingetragen. Sind diese bekannt, können sie über ein Tool mit einer Kartenansicht einfach nachgetragen werden. In dieser Kartenansicht sind Kulturdenkmale ohne Koordinaten mit einem roten bzw. orangen Marker dargestellt und können durch Verschieben auf die richtige Position in der Karte mit Koordinaten versehen werden. Kulturdenkmale ohne Bild sind an einem blauen bzw. roten Marker erkennbar.
- Datierung: Baubeginn, Fertigstellung, Datum der Erstnennung oder grobe zeitliche Einordnung entsprechend des Eintrags in der sächsischen Denkmaldatenbank
- Beschreibung: Kurzcharakteristik des Kulturdenkmals entsprechend des Eintrags in der sächsischen Denkmaldatenbank, ggf. ergänzt durch die dort nur selten veröffentlichten Erfassungstexte oder zusätzliche Informationen
- ID: Vom Landesamt für Denkmalpflege Sachsen vergebene, das Kulturdenkmal eindeutig identifizierende Objekt-Nummer. Der Link führt zum PDF-Denkmaldokument des Landesamtes für Denkmalpflege Sachsen. Bei ehemaligen Kulturdenkmalen können die Objektnummern unbekannt sein und deshalb fehlen bzw. die Links von aus der Datenbank entfernten Objektnummern ins Leere führen. Ein ggf. vorhandenes Icon  führt zu den Angaben des Kulturdenkmals bei Wikidata.